# Governo Andreotti III
Il Governo Andreotti III è stato il trentatreesimo esecutivo della Repubblica Italiana, il primo della VII legislatura.
Rimase in carica dal 30 luglio 1976 al 13 marzo 1978, per un totale di 591 giorni, ovvero 1 anno, 7 mesi e 13 giorni.
Fu il primo governo della storia della Repubblica ad annoverare tra i propri membri una donna, Tina Anselmi (al dicastero del Lavoro), fu chiamato "Governo della non sfiducia" o "Governo di solidarietà nazionale", in quanto superò la votazione di fiducia in parlamento attraverso l'astensione del Partito Comunista Italiano di Enrico Berlinguer.
Ottenne la fiducia al Senato della Repubblica il 6 agosto 1976, con 136 voti favorevoli, 17 contrari e 69 astenuti.
Ottenne la fiducia alla Camera dei deputati l'11 agosto 1976, con appena 258 voti favorevoli, 44 contrari e ben 303 astenuti sui 605 presenti.
Il governo si dimise per permettere un rimpasto favorevole a far entrare nella maggioranza, ma con appoggio esterno, il PCI.

## Storia
Le elezioni del 1976 continuano ad assicurare la maggioranza relativa alla DC, ma il suo primato (38,7%) è insidiato dai comunisti che, anche grazie alla prima volta dei diciottenni al voto, raggiungono il massimo storico col 34,4%. Due terzi delle aule parlamentari sono controllate da due soli partiti, con la differenza che la DC è cresciuta a spese dei suoi tradizionali alleati laici, il PCI ha invece resistito all'erosione della nuova sinistra rappresentata da Democrazia Proletaria (alleanza tra PDUP, Avanguardia operaia e Lotta Continua) e Partito Radicale, che conquistano in totale dieci seggi alla camera ed entrano per la prima volta in parlamento.
Immediate conseguenze di questa situazione sono l'elezione di Pietro Ingrao alla presidenza della camera, prima volta di un comunista dopo Umberto Terracini alla costituente, e la formazione di numerose giunte locali PCI-PSI con la DC all'opposizione.
La DC è chiamata ad esprimere il presidente del consiglio ma non può governare alleandosi col PSI, che dopo la flessione elettorale vive un momento di crisi interna, e non può cercare l'appoggio dei partiti laici, suoi tradizionali alleati, anch’essi ridimensionati dal risultato delle urne. Scartata l'ipotesi di ripetere le elezioni, seppure a prezzo di estenuanti consultazioni, l’unica soluzione è quella "di un monocolore appoggiato, o tollerato, da una vasta maggioranza che comprenda anche i comunisti" perché, scrive Indro Montanelli "la DC ha bisogno dei comunisti e dei socialisti: questo lo dice l'aritmetica, non lo diciamo noi".
Presieduto da Giulio Andreotti il primo dei governi di solidarietà nazionale ha una vita non facile per la tendenza dei cinque partiti dell'astensione (PCI, PSI, PSDI, PRI, PLI) di mantenere un margine di manovra politica.

## Compagine di governo

### Sostegno parlamentare
| Camera dei deputati | Camera dei deputati | Seggi                     |
| ------------------- | --- | ------------------------- |
|                     | Democrazia Cristiana Südtiroler Volkspartei Totale Maggioranza | 262 3 265                 |
|                     | Partito Comunista Italiano Partito Socialista Italiano Movimento Sociale Italiano Partito Socialdemocratico Italiano Partito Repubblicano Italiano Democrazia Proletaria Partito Liberale Italiano Partito Radicale Totale Opposizione | 229 57 35 15 14 6 5 4 365 |
| Totale              | Totale | 630                       |

| Senato della Repubblica | Senato della Repubblica | Seggi             |
| ----------------------- | --- | ----------------- |
|                         | Democrazia Cristiana Südtiroler Volkspartei Union Valdôtaine Totale Maggioranza | 135 2 1 138       |
|                         | Partito Comunista Italiano Partito Socialista Italiano Movimento Sociale Italiano Partito Socialdemocratico Italiano Partito Repubblicano Italiano Partito Liberale Italiano Totale Opposizione | 116 30 15 7 2 177 |
| Totale                  | Totale | 315               |

### Appartenenza politica
- Democrazia Cristiana

### Provenienza geografica
| Regione               | Presidente | Ministri | Sottosegretari | Totale |
| --------------------- | ---------- | -------- | -------------- | ------ |
| Lazio                 | 1          | 2        | 6              | 9      |
| Lombardia             | -          | 6        | 4              | 10     |
| Veneto                | -          | 3        | 5              | 8      |
| Puglia                | -          | 1        | 6              | 7      |
| Campania              | -          | 3        | 2              | 5      |
| Sicilia               | -          | 1        | 4              | 5      |
| Sardegna              | -          | 1        | 3              | 4      |
| Marche                | -          | 1        | 2              | 3      |
| Calabria              | -          | -        | 3              | 3      |
| Liguria               | -          | 1        | 1              | 2      |
| Emilia-Romagna        | -          | -        | 2              | 2      |
| Umbria                | -          | -        | 2              | 2      |
| Basilicata            | -          | 1        | -              | 1      |
| Friuli-Venezia Giulia | -          | -        | 1              | 1      |
| Piemonte              | -          | -        | 1              | 1      |
| Toscana               | -          | -        | 1              | 1      |
| Trentino-Alto Adige   | -          | -        | 1              | 1      |

## Composizione
| Presidenza del Consiglio dei ministri   | Presidenza del Consiglio dei ministri | Presidenza del Consiglio dei ministri                               | Presidenza del Consiglio dei ministri      | Presidenza del Consiglio dei ministri |
| Carica                                  | Titolare                              | Titolare                                                            | Titolare                                   | Sottosegretario di Stato alla Presidenza del Consiglio |
| --------------------------------------- | ------------------------------------- | ------------------------------------------------------------------- | ------------------------------------------ | --- |
| Presidente del Consiglio dei ministri   |                                       |                                                                     | Giulio Andreotti (DC)                      | - Franco Evangelisti (DC) Segretario del Consiglio dei ministri - Piergiorgio Bressani (DC) Delega ai problemi della pubblica amministrazione - Gian Aldo Arnaud (DC) Delega ai problemi della stampa - Ignazio Vincenzo Senese (DC) Delega agli interventi nel Mezzogiorno |
| Ministri senza portafoglio              |                                       |                                                                     |                                            | |
| Interventi straordinari nel Mezzogiorno |                                       |                                                                     | Ciriaco De Mita (DC)                       | Ciriaco De Mita (DC) |
| Ministero                               | Ministri                              | Ministri                                                            | Ministri                                   | Sottosegretari di Stato |
| Affari esteri                           |                                       |                                                                     | Arnaldo Forlani (DC)                       | - Franco Foschi (DC) - Luciano Radi (DC) |
| Interno                                 |                                       |                                                                     | Francesco Cossiga (DC)                     | - Clelio Darida (DC) - Nicola Lettieri (DC) - Giuseppe Zamberletti (DC) (fino al 15/09/1977) |
| Grazia e giustizia                      |                                       |                                                                     | Francesco Paolo Bonifacio (DC)             | - Renato Dell'Andro (DC) - Edoardo Speranza (DC) |
| Bilancio e programmazione economica     |                                       |                                                                     | Tommaso Morlino (DC)                       | - Vincenzo Scotti (DC) |
| Finanze                                 |                                       |                                                                     | Filippo Maria Pandolfi (DC)                | - Giuseppe Azzaro (DC) - Carmelo Santalco (DC) - Rodolfo Tambroni Armaroli (DC) |
| Tesoro                                  |                                       |                                                                     | Gaetano Stammati (DC)                      | - Lucio Abis (DC) - Renato Corà (DC) - Antonio Mario Mazzarrino (DC) |
| Difesa                                  |                                       |                                                                     | Vito Lattanzio (DC) (fino al 18/09/1977)   | - Giuseppe Caroli (DC) - Carlo Pastorino (DC) - Amerigo Petrucci (DC) |
| Difesa                                  |                                       | Attilio Ruffini (DC) (dal 18/09/1977)                               |                                            | - Giuseppe Caroli (DC) - Carlo Pastorino (DC) - Amerigo Petrucci (DC) |
| Pubblica istruzione                     |                                       |                                                                     | Franco Maria Malfatti (DC)                 | - Carlo Buzzi (DC) - Franca Falcucci (DC) - Giovanni Del Rio (DC) |
| Lavori pubblici                         |                                       |                                                                     | Antonino Pietro Gullotti (DC)              | - Antonio Laforgia (DC) - Pietro Padula (DC) |
| Agricoltura e foreste                   |                                       |                                                                     | Giovanni Marcora (DC)                      | - Arcangelo Lobianco (DC) - Roberto Mazzotta (DC) (fino al 24/02/1977) - Giuseppe Zurlo (DC) (dal 24/02/1977) |
| Trasporti                               |                                       |                                                                     | Attilio Ruffini (DC) (fino al 18/09/1977)  | - Costante Degan (DC) - Gianni Fontana (DC) |
| Trasporti                               |                                       | Vito Lattanzio (DC) (dal 18/09/1977)                                |                                            | - Costante Degan (DC) - Gianni Fontana (DC) |
| Marina mercantile                       |                                       |                                                                     | Francesco Fabbri (DC) (fino al 20/01/1977) | - Costante Degan (DC) - Gianni Fontana (DC) |
| Marina mercantile                       |                                       | Attilio Ruffini (DC) ad interim (dal 20/01/1977 fino al 18/09/1977) |                                            | - Costante Degan (DC) - Gianni Fontana (DC) |
| Marina mercantile                       |                                       | Vito Lattanzio (DC) ad interim (dal 18/09/1977)                     |                                            | - Costante Degan (DC) - Gianni Fontana (DC) |
| Poste e telecomunicazioni               |                                       |                                                                     | Vittorino Colombo (DC)                     | - Giuseppe Antonio Dal Maso (DC) - Elio Tiriolo (DC) |
| Industria, commercio e artigianato      |                                       |                                                                     | Carlo Donat-Cattin (DC)                    | - Enzo Erminero (DC) - Gianuario Carta (DC) |
| Sanità                                  |                                       |                                                                     | Luciano Dal Falco (DC)                     | - Ferdinando Russo (DC) - Giuseppe Zurlo (DC) (fino al 24/02/1977) |

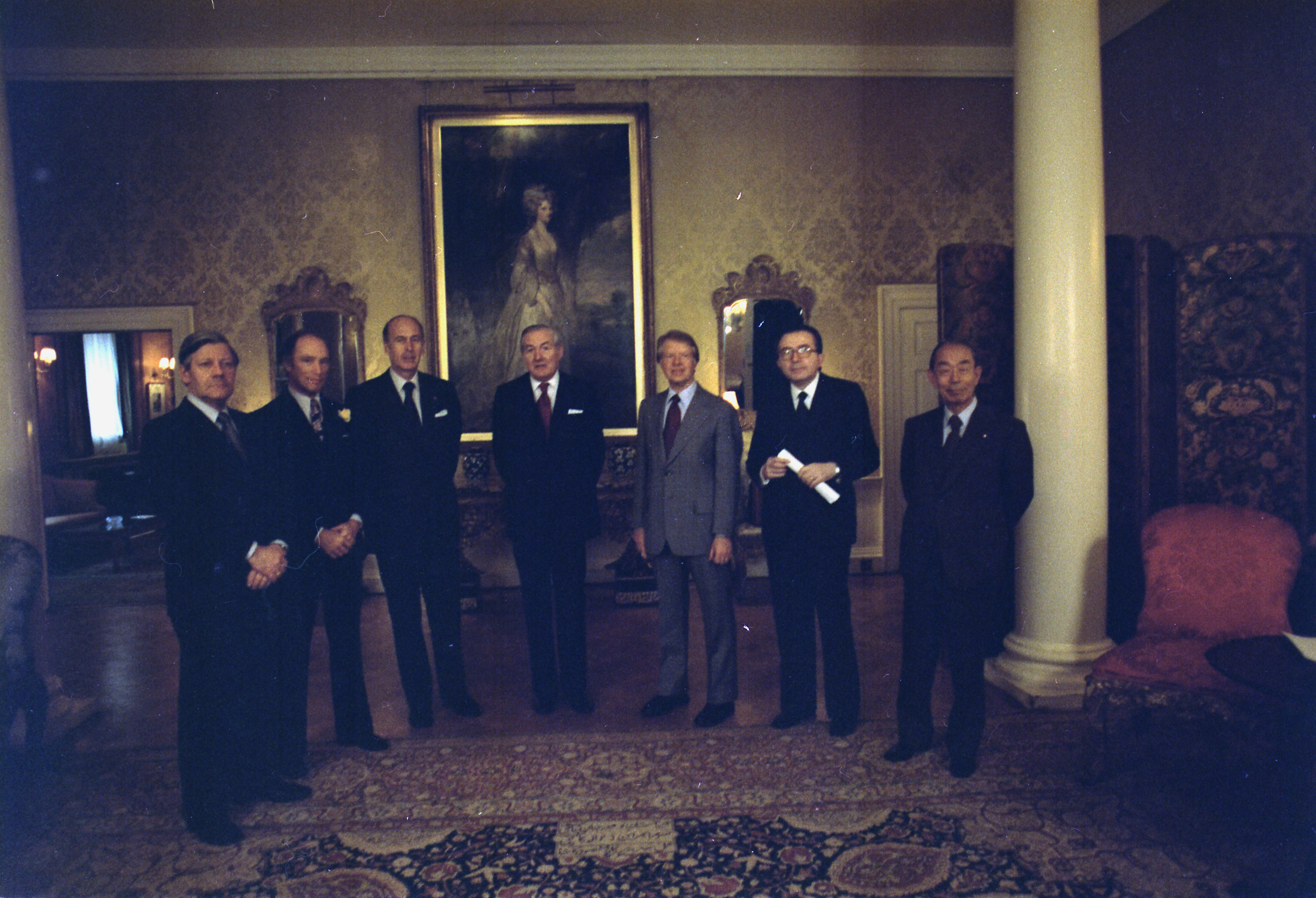
Giulio Andreotti (secondo da destra) con (da sinistra) Helmut Schmidt, Pierre Trudeau, Valéry Giscard d'Estaing, James Callaghan, Jimmy Carter, e Takeo Fukuda al summit del G7 nel 1977.

| Commercio con l'estero                  |                                       |                                                                     | Rinaldo Ossola (DC)                        | - Luigi Michele Galli (DC) |
| Partecipazioni statali                  |                                       |                                                                     | Antonio Bisaglia (DC)                      | - Francesco Bova (DC) - Angelo Castelli (DC) |
| Lavoro e previdenza sociale             |                                       |                                                                     | Tina Anselmi (DC)                          | - Baldassare Armato (DC) - Manfredi Bosco (DC) - Nino Cristofori (DC) - Francesco Smurra (DC) |
| Beni culturali e ambiente               |                                       |                                                                     | Mario Pedini (DC)                          | - Giorgio Postal (DC) - Giorgio Spitella (DC) |
| Turismo e spettacolo                    |                                       |                                                                     | Dario Antoniozzi (DC)                      | - Carlo Sangalli (DC) |

## Cronologia

### 1976
- 1 maggio: dopo un rapido giro di consultazioni il capo dello stato firma il decreto di scioglimento delle camere. Le elezioni sono fissate per il 20-21 giugno: al consiglio dei ministri è demandata la facoltà di abbinarle col turno amministrativo.[13]
- 2 maggio: deciso ufficialmente l'abbinamento di elezioni politiche ed amministrative.
Francesco De Martino dichiara in una intervista al Messaggero che la gravità della crisi, che è politica, morale ed economica, non consentiva di aspettare la scadenza naturale della legislatura. Il PSI, constatato il rifiuto democristiano di aprire alla cooperazione di tutte le forze dell'arco costituzionale, ritiene necessario rimettere la scelta agli elettori.
In un atto di accusa di 300 pagine il PCI chiede di portare al giudizio del parlamento gli ex ministri Bosco, Ferrari Aggradi e Valsecchi per il loro coinvolgimento nello scandalo dei petroli.
Comitato centrale del PDUP: in vista della formazione delle liste una parte dell'assise, guidata da Luigi Pintor, si schiera contro l'ingresso di Lotta Continua nel cartello elettorale di Democrazia Proletaria, che oltre al PDUP è formato da Avanguardia operaia ed ex comunisti de Il manifesto.[14]
- 5 maggio: la procura di Torino fa arrestare Edgardo Sogno e Luigi Cavallo e invia comunicazioni giudiziarie a Randolfo Pacciardi, Ugo Ricci, Remo Orlandini. Per tutti l'accusa è di cospirazione nei confronti del capo dello stato nel periodo delle trame nere del 1974.
Il governo, in carica per il disbrigo degli affari correnti, dispone che per tre mesi tutti gli acquisti di valuta straniera e tutti gli accrediti esteri in lire (eccetto le importazioni di grano) siano soggetti alla costituzione di un deposito infruttifero vincolato pari al 50% del totale. La decisione viene presa per affrontare una nuova caduta della lira.[15]
- 6 maggio: Terremoto del Friuli.
Un'alleanza tra DC e MSI, favorita dall'astensione dei due consiglieri repubblicani e di quello liberale, provoca la caduta della giunta comunale social-comunista di Napoli.[16]
- 10 maggio: la commissione parlamentare inquirente riceve le conclusioni delle indagini sullo scandalo dei petroli, che coinvolge cinque ex ministri ed altri 82 imputati a vario titolo. I partiti del centro-sinistra avrebbero incassato tangenti per trenta miliardi contro un totale di 600 miliardi di utili ripartiti tra le varie compagnie.[17]
- 11-14 maggio: comitato centrale PCI: Berlinguer accantona la proposta di un compromesso storico in favore di una coalizione democratica aperta fra tutti i partiti dell'arco costituzionale.
- 14 maggio: mentre il candidato favorito alla presidenza USA, Jimmy Carter, dichiara che non avrebbe alcun problema a trattare con esponenti del PCI l'Osservatore Romano pubblica un breve corsivo nel quale sostiene che alle elezioni gli italiani dovranno scegliere tra democrazia e dittatura. Raniero La Valle, militante cattolico candidato comunista, e già fatto oggetto di critiche dalla Santa sede, sempre nello stesso giorno sostiene che si può essere cristiani e marxisti senza cadere in contraddizione.[18]
- 15 maggio: Francesco De Martino dichiara in una intervista che solo un governo di unità democratica potrà attuare una riforma seria e vigorosa. Respinta da DC, PSDI e PRI, la proposta di Berlinguer trova quindi l'appoggio socialista.[19]

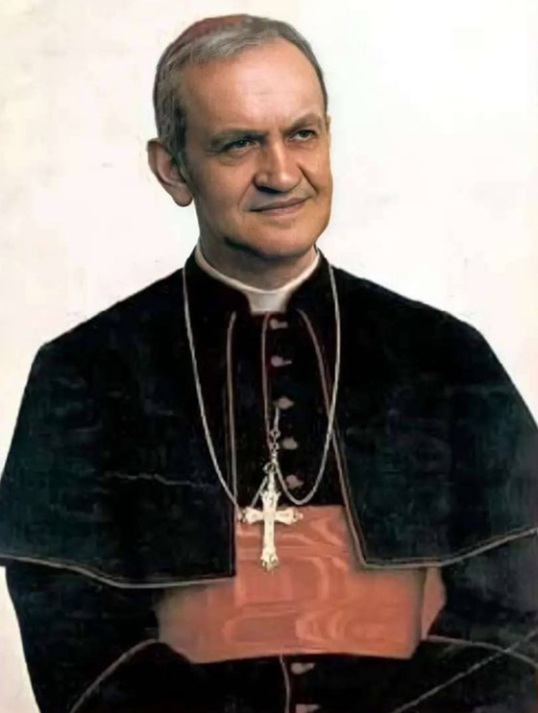
Antonio Poma

- 17-18 maggio: aprendo i lavori dell'assemblea plenaria della CEI il cardinale Antonio Poma minaccia sanzioni canoniche contro i cattolici che si candidano, seppure da indipendenti, nelle liste del PCI. Il gesto, secondo il prelato, crea turbamento tra i fedeli e va contro le indicazioni dei legittimi pastori della chiesa. Un editoriale de l'Unità chiede al cardinale Poma il perché la chiesa non condanna i cattolici distintisi per malgoverno e corruzione.[20]
- 20 maggio: intervistato da Il Messaggero Ugo La Malfa ribadisce la necessità di una politica economica severa, che incontrerà a suo giudizio il problema di una DC lacerata al suo interno, e che sarà costretta a trattative ben più complicate per la formazione del prossimo governo. Per La Malfa non esiste programmazione senza un controllo della distribuzione del reddito nazionale, in gran bruciato da clientele e parassitismo.
Tra i membri del consiglio della CEI scoppia il caso della trentasettesima cartella, l'ultima pagina del discorso che il cardinale Poma ha letto in apertura dei lavori. La maggioranza dei membri contesta la mancata consultazione e l'inopportunità di un tale intervento ad un mese esatto dalle elezioni.[21]
- 22-23 maggio: chiudendo i lavori dell'assemblea della CEI, Paolo VI fa proprie le affermazioni del cardinale Poma. Il pontefice ignora le contestazioni e i distinguo emersi nel mondo cattolico, e pur senza minacciare sanzioni, parla di scriteriato pluralismo. Gli risponde il professor Luciano Tavazza, già relatore al convegno sui mali di Roma promosso dal card. Ugo Poletti: sarebbe una tragedia se in un Italia tanto divisa la chiesa dovesse scegliere una delle due parti.
Moro fa appello ai socialisti affinché venga riconosciuto il ruolo insostituibile della DC come forza di governo. De Martino replica che il presidente uscente è ricaduto nell'immobilismo democristiano e farebbe bene a riflettere sulla scelta di ricandidare tanti notabili di partito coinvolti negli scandali degli ultimi anni.[22]
- 25 maggio: viene reso noto il documento ufficiale redatto dall'assemblea della CEI, approvato però solo dalla metà dei suoi componenti. I vescovi ribadiscono l'incompatibilità tra cattolicesimo e marxismo, minacciano sanzioni ecclesiastiche ed invitano a votare unicamente per la DC.[23]
- 27 maggio: parlando a Grosseto Fanfani afferma che l'ingresso dei comunisti al governo porterebbe alla negazione della libertà del popolo italiano, perché tutte le vie nazionali al socialismo portano alla piazza Rossa.[24]

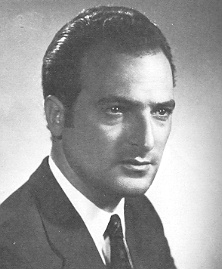
Sandro Saccucci

- 28 maggio: al termine di un comizio del MSI a Sezze scoppiano gravi disordini a causa della contestazione di militanti della FGCI e di Lotta Continua. Vengono sparati due colpi di pistola che uccidono un giovane comunista. Dell'omicidio è accusato l'on. Sandro Saccucci.
In un convegno organizzato a Torino dalle ACLI e dalle comunità di base viene difesa la legittimità del pluralismo sociale e politico dei cattolici contro l'obbedienza cieca alla gerarchia.[25]
- 29 maggio: a causa delle reazioni per i fatti di Sezze il ministero degli interni vieta per 48 ore tutti i comizi già programmati del MSI sull'intero territorio nazionale.[26]
- 31 maggio: rispondendo ad una intervista il segretario del PLI, Valerio Zanone, pronuncia una forte autocritica per le passate alleanze con la DC. Il PLI si propone di avviare un dialogo con repubblicani e socialdemocratici, ma non esclude possibilità di azioni comuni col PSI nonostante le profonde differenze ideologiche. I liberali si schiereranno per una maggioranza chiusa al PCI.[27]

#### Giugno
- 3 giugno: in un comizio a L'Aquila Fanfani sostiene che contro PCI e PSI la DC da più affidamento del MSI. L'affermazione è vista come un consiglio all'elettorato conservatore di investire meglio il voto anticomunista e scatena una grossa polemica nelle stesse ore in cui, a Napoli, Antonio Gava rifiuta un confronto radiofonico con Marco Pannella per la presenza di omosessuali nelle liste radicali.[28]
- 4-5 giugno: al termine di un comizio dell'on. Michele Marchio in piazza SS. Apostoli scoppiano gravi incidenti tra un gruppo di missini e un sit-in contro la disoccupazione organizzato in piazza Venezia da militanti di Lotta Continua. Il bilancio è di 5 feriti tra i neofascisti, tre dei quali gravi. Ognuna delle due fazioni accusa l'altra di aver iniziato mentre c'è imbarazzo in questura per il mancato intervento delle forze dell'ordine presenti sulla piazza, inviate a sorveglianza dei due eventi politici. Il ministro degli interni, Cossiga, viene chiamato a riferire in parlamento.[29]
- 8 giugno: a Genova le Brigate Rosse uccidono Francesco Coco.[30][31]
- 11 giugno: dopo un rincorrersi di annunci e smentite la commissione inquirente annuncia dagli stati uniti, dove sta indagando sullo scandalo Lockheed, che sotto lo pseudonimo di Antelope Cobbler si nascondeva Mariano Rumor, presidente del consiglio dal 1968 al 1972. Il PCI ne chiede le dimissioni da ministro degli esteri. Mentre l'interessato smentisce, ed esclude di dimettersi, la DC fa quadrato in sua difesa.[32]
- 15-16 giugno: rientrata a Roma, la commissione inquirente si riunisce per decidere sulle accuse formulate nei confronti di Mario Tanassi, Luigi Gui e Mariano Rumor. I commissari democristiani, socialdemocratici e liberali, riuniti in una occasionale maggioranza, bloccano tutte le richieste di comunisti e socialisti, tra le quali l'arresto di Tanassi e l'apertura di una inchiesta su Rumor. Moro, parlando a tribuna elettorale, sostiene che la vicenda è stata esasperata. PCI e PSI chiedono all'elettorato di giudicare la DC nelle urne. Valerio Zanone si dissocia dal comportamento del commissario liberale.[33]
- 20-21 giugno: Elezioni politiche: la Dc con il 38,7% alla Camera e il 38,9% al Senato mantiene la maggioranza relativa. Ha scongiurato il sorpasso del Pci che avanza rispetto alle precedenti politiche raggiungendo il 34,4% alla Camera e 33,8% al Senato. Il massimo raggiunto nella sua storia. Deluso il PSI che si ferma al 9,6% alla Camera e al 10,2 al Senato. Penalizzati PSDI e PLI. Arretra il MSI – DN. Per la prima volta entrano alla Camera il Partito radicale e Democrazia Proletaria (la lista formata da PDUP – Avanguardia operaia – Lotta continua)
- 23 giugno: la direzione del PSI si pronuncia per una maggioranza di governo aperta a sinistra. Il PCI rivendica la presidenza della camera, cui la DC vorrebbe per contro eleggere Moro affidando l'interim della presidenza del consiglio a Cossiga. Moro smentisce la candidatura e si prospetta di eleggere un DC alla camera e un comunista al Senato. Nessuna prospettiva circa la futura maggioranza di governo.
La Corte costituzionale dichiara illegittimo l'articolo 1 della legge di riforma della RAI laddove vieta ai privati la diffusione radiofonica e televisiva nell'ambito regionale. La condizione è non recare in ogni caso intralcio ai servizi trasmessi dalla radiotelevisione pubblica.[34]
- 30 giugno: direzione nazionale DC: viene approvata la relazione di Zaccagnini. La DC propone un governo di solidarietà democratica che includa il PSI e che agisca col contributo del PCI, pur restando i comunisti all'opposizione.[35]

#### Luglio

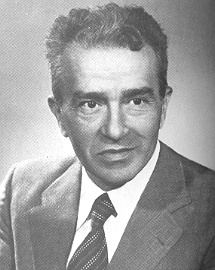
Pietro Ingrao

- 3-5 luglio: i partiti dell'arco costituzionale trovano l'accordo per le presidenze: al PCI la camera, alla DC il senato, al PSI le vice-presidenze vicarie. Pietro Ingrao è il nuovo presidente della camera; Amintore Fanfani torna alla presidenza del senato[36]
- 9 luglio: Moro sale al Quirinale per confermare le dimissioni.[37]
- 10 luglio: a Roma viene ucciso il giudice Vittorio Occorsio.
- 10-14 luglio: comitato centrale MSI: dopo la sconfitta elettorale emerge una profonda spaccatura tra la segreteria di Almirante e la componente di opposizione "Democrazia nazionale", guidata dal senatore Mario Tedeschi. Almirante sostiene la necessità di appoggiare qualsiasi iniziativa che possa contrastare l'alleanza tra DC e PCI, gli oppositori ritengono che tale linea farebbe cadere il progetto di una grande destra moderata e conservatrice.[38]
- 13-15 luglio: la DC indica Giulio Andreotti per il conferimento dell'incarico, con Moro seconda opzione in caso di fallimento. Il capo dello stato lo incarica al termine di un rapido giro di consultazioni: Andreotti si appella ai doveri di solidarietà politica, economica e sociale dei partiti e che punta ad un esecutivo che raccolga il maggior numero di consensi su un programma concordato.
Negli stessi giorni si riunisce il comitato centrale del PSI: Francesco De Martino si presenta in posizione difensiva, addebitando all'eredità negativa del centro-sinistra e alla scarsa chiarezza di indicazioni della DC la flessione dei voti a favore delle sinistre. Le correnti di minoranza contestano tale impostazione, e incolpano il gruppo dirigente di aver assunto scelte sbagliate, in particolare di aver provocato due crisi di governo per scommettere elezioni anticipate. Tornato dalla riunione con Andreotti De Martino prende atto di non avere più la maggioranza e rassegna le dimissioni con tutta la direzione.[39]
- 14 luglio: direzione nazionale PCI: come già sostenuto nell'incontro col presidente della repubblica i comunisti insistono sulla necessità di un governo che si basi sul massimo consenso popolare e la collaborazione di tutti i partiti democratici.[40]
- 15 luglio: la nuova direzione del PSI, formata in gran parte da quarantenni come Fabrizio Cicchitto, Claudio Signorile e Gianni De Michelis, elegge segretario Bettino Craxi.
Andreotti effettua un primo giro di consultazioni, dalle quali vengono esclusi PDUP, radicali e missini. Il presidente incaricato esclude un governo balneare e punta ad un monocolore con tecnici indicati dai partiti.[41]
- 14-18 luglio: congresso straordinario del PR: Gianfranco Spadaccia ottiene la maggioranza sul proposito di riunire tutte le forze di sinistra in un'alternativa non solo politica ma anche numerica all'egemonia democristiana, allo scopo di condizionare le future scelte parlamentari. Una minoranza dei delegati vota contro, ritenendo eccessivo e ingiustificata la grande apertura di credito della segreteria verso il PSI.[42]

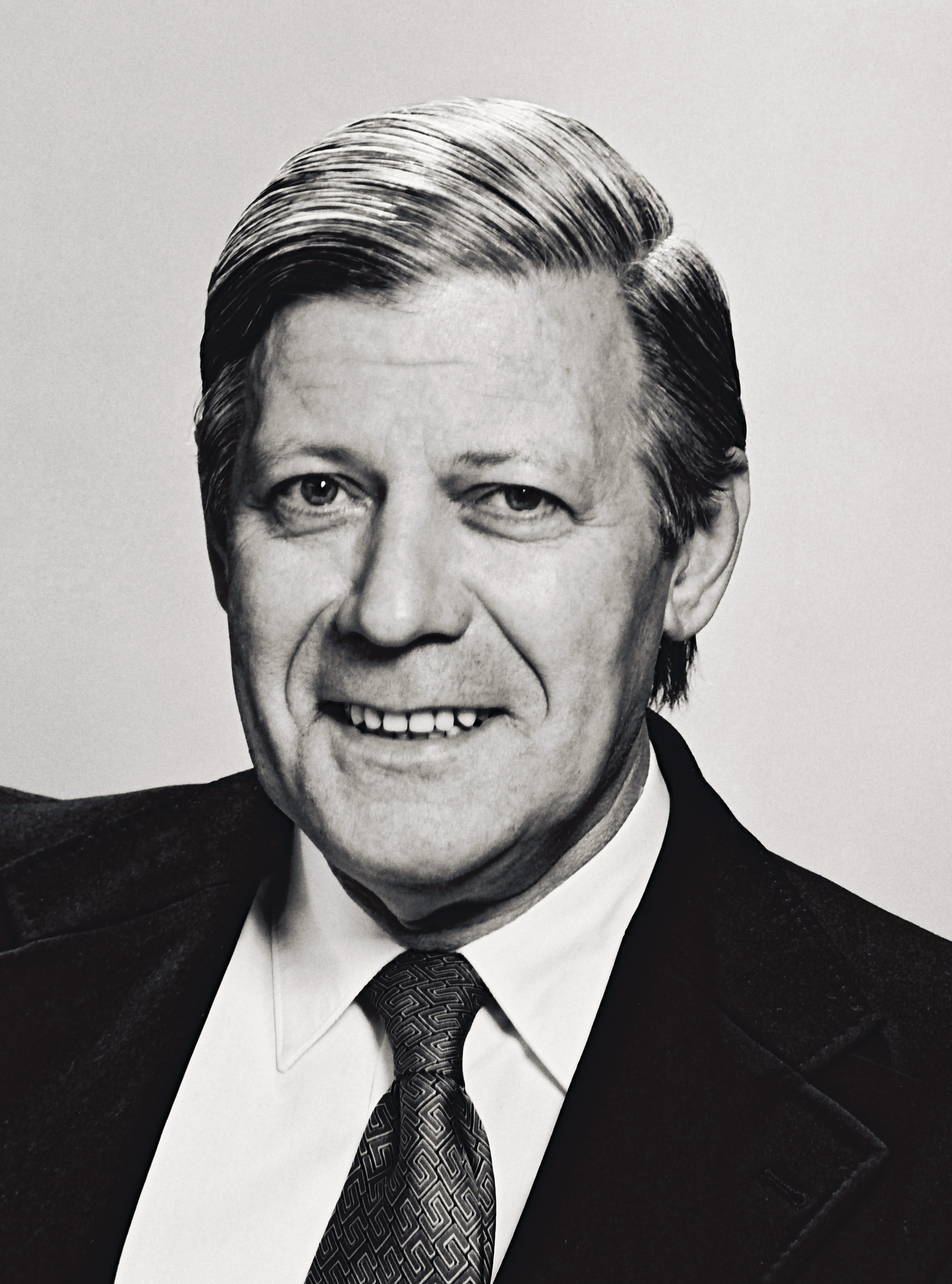
Helmut Schmidt

- 17-18 luglio: nelle stesse ore in cui il PSI ha preso ufficialmente posizione sulla necessità del PCI al governo viene diffusa una dichiarazione di Helmut Schmidt. Il cancelliere tedesco dichiara dal vertice di Portorico, concordi Stati Uniti, Francia e Gran Bretagna, che la presenza anche di un solo comunista nell'esecutivo porterà all'interruzione di ogni rapporto economico con l'Italia. Moro, Rumor e Colombo, presenti al vertice, smentiscono di essere a conoscenza di tale decisione, che viene invece confermata dal dipartimento di stato e dalla casa bianca. Gli Stati uniti chiedono una quarantena contro il PCI da parte del nuovo governo.[43]
- 21 luglio: Andreotti consegna ai partiti democratici il programma di governo. Tra le questioni più urgenti la riforma dei servizi di sicurezza, una normativa per la regolamentazione delle radio e tv private, la riforma dei codici, l'inflazione, l'evasione fiscale e l'introduzione del servizio sanitario nazionale. Socialdemocratici e repubblicani sono orientati per l'astensione, il PSI chiede i modi e i tempi dell'attuazione. La DC non si esprime, lacerata com'è dal problema dell'atteggiamento comunista.[44]
- 22 luglio: Guido Carli, governatore della Banca d’Italia dal 1960 al 1975, è eletto presidente della Confindustria.
- 27-28 luglio: la direzione nazionale democristiana autorizza Andreotti a sciogliere la riserva e a presentare il governo alle camere. Nel documento conclusivo si chiede a tutti i partiti di astenersi sul voto di fiducia. Zaccagnini dichiara che si deve evitare che la manovra parlamentare costituisca la maggioranza esclusa sul piano politico. Il presidente incaricato, dopo un colloquio con Leone, comunica la lista dei ministri, nella quale spicca la prima presenza femminile nella persona di Tina Anselmi (lavoro). Esclusi Moro (che ha rinunciato a parteciparvi) Giovanni Gioia e Mariano Rumor l'esecutivo presenta numerose conferme e qualche spostamento.[45]

#### Agosto
- 5-11 agosto: il governo si presenta alle camere. Alla camera la fiducia è accordata con 256 voti a favore, 44 contrari e 303 astenuti (PCI, PSI, PRI, PSDI, PLI e indipendenti di sinistra). Al senato con 136 voti a favore, 17 contrari e 69 astenuti. Sulla stampa l'Andreotti III è chiamato "il governo della non sfiducia".
- 9 agosto: a Roma Giulio Carlo Argan è eletto sindaco da una maggioranza formata da PCI, PSI e PSDI, sostenuta dalle astensioni della DC e del PRI. Argan è il primo sindaco laico di Roma dal 1913.[46]
- 10-14 agosto: a Seveso, invasa dalla nube tossica fuoriuscita dalla ICMESA, una commissione medica appositamente costituita autorizza l'aborto terapeutico. L'operazione è condizionata da un esame medico ed è comunque a totale discrezione della gestante. Il via libera scatena forti polemiche tra abortisti e anti-abortisti. Il ministro della giustizia fa presente che il via libera rientra nei termini della sentenza della Corte costituzionale che ha dichiarato illegittima la punibilità dell'aborto quando vi siano pericoli per la salute della gestante, dal momento che la diossina indebolisce l'integrità fisica già compromessa dalla gravidanza.[47]
- 14 agosto: il ministero delle poste annuncia che con l'introduzione del colore nelle trasmissioni televisive sarà previsto un canone di abbonamento maggiorato.[48]

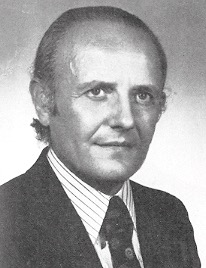
Filippo Maria Pandolfi

- 26-28 agosto: il ministro delle finanze, Pandolfi, dichiara in una intervista televisiva che non ci saranno aggravi dell'IVA, dal momento che nel 1977 sono previsti 5.000 miliardi di nuove entrate. Il governo, aggiunge, condurrà una lotta a fondo contro l'evasione fiscale. Le dichiarazioni del ministro appaiono in contraddizione col programma esposto da Andreotti, che ha parlato di aumento della pressione fiscale e revisione delle tariffe per alleggerire il disavanzo nel bilancio dello stato. Nelle ore successive il governo annuncia provvedimenti di austerità come il rincaro della benzina (o il razionamento mediante le domeniche a piedi), l'aumento generalizzato delle tariffe pubbliche (trasporti, telefono, acqua, luce, etc) e un razionamento della carne conseguente a una riduzione delle importazioni.[49]
- 30-31 agosto: la Corte dei conti avvia un'indagine sull'anagrafe tributaria, il "cervellone" fornito dalla IBM (e costato 30 miliardi) che dopo quattro anni non è ancora in grado di gestire le attività dei contribuenti italiani. Le indagini devono far luce sulla compagnia informatica, che nel progetto era consulente e fornitrice dei materiali consigliati, e sul ruolo degli ex ministri delle finanze Preti, Tanassi, Colombo e Pella. Il ministro Pandolfi affida il compito di completare il progetto all'Italsiel mentre viene predisposto un piano di controlli anti-evasione nei confronti dei lavoratori autonomi.[50]
- 1 settembre: Andreotti comunica l'agenda dell'esecutivo per il mese di settembre. Con riunioni settimanali ogni martedì il governo affronterà prioritariamente la crisi energetica ed economica. Tracciata anche una mappa degli aumenti: rincareranno le tariffe di treni e trasporti urbani per contenere i relativi deficit, si profila un +12% per l'energia elettrica e rincari non ancora definiti per telefono e poste. Il presidente della commissione trasporti della Camera, Lucio Libertini, ammonisce il governo a discutere tali misure in parlamento.[51]
- 2 settembre: il cardinale Michele Pellegrino, a chiusura dei lavori del congresso diocesano di Torino, dichiara che i fedeli devono preoccuparsi che il proprio comportamento non sia in contrasto con la morale cristiana. Per il presule è legittima la collaborazione con soggetti che perseguono l'emancipazione umana. La questione dei rapporti tra cattolici e marxisti non si risolve con un si o un no.
<Forti polemiche politiche sul ministero dell'industria per un aumento della pasta concesso alla Barilla dal comitato interministeriale prezzi in una riunione tenuta il 14 agosto e rimasta riservata.[52]
- 3 settembre: Giorgio Napolitano, responsabile economico del PCI conferma il sostegno al progetto Andreotti di richiedere sacrifici in cambio di investimenti per lo sviluppo economico, contenere e ridurre il tasso di inflazione e il deficit della bilancia dei pagamenti, ridurre il disavanzo del settore pubblico ed elevare la quota degli investimenti sul reddito nazionale. Sulla stessa linea sulle pagine de «la Repubblica» si pronuncia l’economista, indipendente di sinistra, Claudio Napoleoni.
- 7 settembre: consiglio dei ministri: ripresentato, causa la scadenza di legislatura, il disegno di legge di ratifica del trattato di Osimo; varate le riforme dell'ordinamento militare, la garanzia dello stato sui prestiti in valuta estera della CECA, nuove norme a tutela del demanio marittimo e di adeguamento del codice della strada. Entro il 14 settembre tutti i ministeri dovranno presentare una nota con delle proposte di riduzione della spesa pubblica.
Loris Fortuna, presidente della commissione industria della camera, chiede al governo di spiegare il perché dei sacrifici. Gli aumenti come strumento di tassazione indiretta, secondo Fortuna, sono finora serviti a colmare carenze, errori ed interessi nella programmazione.
- 8 settembre: Michele Sindona viene arrestato a New York in relazione alla richiesta di estradizione in Italia per la bancarotta della Banca Privata Italiana. Con una cauzione di 3 milioni di dollari il finanziere resta a piede libero, con l'obbligo di non lasciare la città. L'estradizione rimane in sospeso in quanto Sindona deve rispondere alla giustizia americana del fallimento fraudolento della Franklin National Bank.
Procedendo su denuncia di un privato la magistratura di Firenze arresta otto persone della locale sede del CISA (Centro italiano sterilizzazione e aborto). L'accusa è di associazione a delinquere finalizzata al procurato aborto aggravato e continuato ed esercizio abusivo della professione medica.[53]
- 10 settembre: inaugurando la Fiera del Levante Andreotti pone come obiettivi prioritari del governo la lotta all'inflazione, un rinnovato impegno meridionalista e una piattaforma di priorità da discutere con sindacati e imprenditori per invertire il calo degli investimenti.[54]
- 12 settembre: il sindaco di Roma, Giulio Carlo Argan, risponde con un proprio intervento a una nota anonima pubblicata sull'Avvenire, nella quale si chiede alla giunta di sinistra di occuparsi di tutta la città e lo si ammonisce che la comunità cristiana non si farà chiudere in un ghetto. Argan risponde che la giunta è tale per tutti i cittadini, senza distinzione, e che la presenza del papa non dà ai cattolici particolari privilegi.[55]
- 13 settembre: la Confederazione degli studenti iraniani in Italia rivela in una conferenza stampa che i servizi segreti dello Scià compiono azioni di spionaggio per schedare gli studenti e gli italiani loro conoscenti ostili al regime autoritario di Teheran. Secondo un documento mostrato alla stampa in originale e distribuito in copie originali e tradotte la SAVAK ha stretto un accordo di collaborazione per tale operazione con l'on. Giorgio Almirante.
- 17 settembre: consiglio dei ministri straordinario: a seguito di una serie di nuove scosse in Friuli il governo istituisce una tassa una tantum su autovetture, motocicli e imbarcazioni da diporto che, a seconda della tipologia, varia da 5.000 a 2.000.000 di lire, e un rincaro di 25 lire a colonna per Totocalcio, Totip e Enalotto. Viene previsto un incasso straordinario di 166 miliardi, 70 dei quali sono immediatamente anticipati al commissariato per la protezione civile.[56]
- 21 settembre: consiglio dei ministri: il governo rinuncia alla delega sul doppio mercato della benzina. Il ministro dell'industria esclude che sia possibile contenere i consumi introducendo il razionamento e convince il governo a rinviare ogni decisione ad una prossima riunione. Approvati due disegni di legge che stanziano quasi 3000 miliardi per l'ammodernamento dell'esercito e dell'aviazione.[57]
- 22 settembre: le commissioni sanità e giustizia della camera annunciano per il 12 ottobre l'inizio dell'esame delle sette proposte di legge presentate per la regolamentazione dell'aborto. Lo schieramento laico, che ha i numeri per imporsi, pone come punto in comune l'autodeterminazione delle donne nella decisione.[58]
- 23-24 settembre: procedendo su denuncia di un cittadino la pretura di Salerno ordina il sequestro del primo atto di Novecento per le scene con le molestie attuate da Attila ai danni di un ragazzino e per la bestemmia in dialetto esclamata dal contadino Demesio. Il sequestro viene revocato circa 48 ore dopo ma l'azione giudiziaria, dettata da articoli del codice risalenti al 1930, scatena polemiche a non finire. Il governo è chiamato a riferire in parlamento sullo stato di attuazione della riforma dei codici, per la quale ha ricevuto una delega nel 1971.
- 25 settembre: a Roma viene arrestato l'ex sostituto procuratore Romolo Pietroni. L'ex magistrato è accusato di corruzione nell'inchiesta sulle tangenti pagate dalla Standa che vede coinvolto Italo Jalongo, consulente finanziario di Frank Coppola.[59]

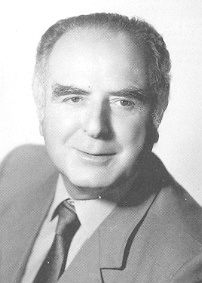
Pier Luigi Romita

- 29-30 settembre: la direzione nazionale PSDI, convocata al termine di un animato comitato centrale, prende atto delle risultanze dell'assise eleggendo Pier Luigi Romita alla guida di una maggioranza che lascia all'opposizione interna solo la destra di Mario Tanassi. Approvata anche dall'uscente Saragat la nuova maggioranza vuole aprire il PSDI alla novità dall'elezione di Craxi alla guida del PSI per una rinnovata intesa dei due partiti con le forze progressiste.
Il comitato interministeriale per la programmazione economica dà il via libera all'aumento di fertilizzanti, olio combustibile, gasolio da riscaldamento e da autotrazione e alcuni medicinali. Aumenti previsti anche per tariffe elettriche, telefoniche, postali e ferroviarie. Mentre si attende la definitiva decisione del comitato interministeriale prezzi PCI e PSI chiedono che il provvedimento sia sottoposto all'esame del parlamento a causa dell'aumento di alcune specialità medicinali che l'industria sta facendo mancare sul mercato. Un comunicato anonimo del governo precisa che gli aumenti sono dovuti ad una normativa che è ancora da rivedere. Il parlamento viene sollecitato ad istituire l'apposita commissione di controllo auspicata da Andreotti in sede di presentazione dell'esecutivo.[60]
- 30 settembre: Il comitato interministeriale prezzi decreta l’aumento dei prodotti petroliferi avvantaggiando così i petrolieri per 300 miliardi: il provvedimento segue di poco quello del Consiglio dei ministri che aumenta il tasso ufficiale di sconto da 12 a 15 punti, aumentando il costo dei prestiti bancari.

#### Ottobre
- 1 ottobre: Giulio Andreotti annuncia dalla TV una raffica di aumenti. A quelli già annunciati il presidente del consiglio aggiunge la riduzione della scala mobile sui redditi superiori ai sei milioni annui, l'eliminazione dei ponti festivi, una tassa del 10% sugli acquisti di valuta estera e un aumento medio di 15 lire su tutti i tabacchi lavorati. Socialisti e repubblicani prendono le distanze dal governo e chiedono, unitamente al PCI, di discutere i provvedimenti in parlamento. I partiti, preso atto che negli ultimi tre anni l'imposizione diretta è salita dal 29 al 45% e i prezzi al consumo sono più che raddoppiati, si dichiarano comunque disposti ad un cauto via libera, a condizione che per ogni singolo aumento si specifichi il risultato che si andrà ad ottenere.[61]
- 4 ottobre: nel MSI-DN nasce la corrente moderata Democrazia nazionale, che sostiene il ritorno alla politica dell'inserimento perseguita da Arturo Michelini. Fra i suoi principali esponenti: Mario Tedeschi, Ernesto De Marzio e Gastone Nencioni.
- 5 ottobre: intervistato da Mario Pirani per il quotidiano «la Repubblica» Ugo La Malfa afferma: «Se il PCI non riesce a far comprendere alle masse popolari delle quali finora ha goduto la fiducia l’indispensabilità dei sacrifici necessari per uscire dalla crisi, allora andremo rapidamente a una situazione irreversibile dal punto di vista dell’inflazione crescente, della recessione concomitante e di un inevitabile aumento della disoccupazione». Un invito al PCI a controllare la protesta operaia e le tensioni sociali».
- 5-6 ottobre: i repubblicani assumono una posizione di riserva nei confronti del governo e dei partiti che ne sostengono la politica economica. Secondo Ugo La Malfa i provvedimenti annunciati non incidono sulla sostanza dei problemi; mettono una toppa a qualche buco di bilancio e incidono negativamente sulla ripresa. Tra partiti e sindacati ci sono forti dubbi sui singoli provvedimenti. PCI, PSI e PLI preannunciano che le decisioni saranno prese solo dopo l'annuncio ufficiale di sabato. Il solo PDUP respinge in blocco la manovra.[62]
- 8 ottobre: consiglio dei ministri: aumento della benzina di cento lire (500 la super, 480 la normale), aumenti del 50% per metano auto e gas di petrolio. Aumenta a 12.000 per cavallo fiscale il bollo per le automobili diesel, con tetto minimo di 360.000 annue a vettura, ridotti i bolli per le utilitarie. Sono abolite sette festività (cinque religiose e due civili), sostituite da un riposo da godere secondo i propri accordi sindacali. I lavoratori dipendenti con reddito superiore a sei milioni, devono versare il 50% degli scatti di scala mobile in un fondo per il finanziamento di piccole e medie imprese. Il PCI sostiene la necessità di una verifica all'interno della non maggioranza.[63]
- 9-12 ottobre: consiglio nazionale della DC: l'assise si svolge in un clima di forte tensione tra le correnti. Zaccagnini difende la scelta di appoggiare il governo, una scelta obbligata che può anche portare a ottimi risultati. Parlando del comune rapporto col PCI al sostegno del governo ricorda che la base dei due partiti ha una comune richiesta di soluzioni per la crisi in atto. Pur con qualche riserva dei dorotei e della destra e il voto contrario dei forlaniani la relazione di Zaccagnini è approvata. La scontata elezione di Aldo Moro a presidente del consiglio nazionale viene invece boicottata da un gran numero di assenze e molte schede bianche, al punto che l'interessato rifiuta l'elezione. La votazione sarà ripetuta con successo il 14 ottobre.[64]
- 9-11 ottobre: consiglio nazionale del PRI: Oddo Biasini conferma le dichiarazioni già espresse da La Malfa, contro qualsiasi ipotesi di crisi di governo e contro un veto pregiudiziale ad accordi tra DC e PCI. Il PRI sostiene la rigida politica di austerity del governo con la condizione che vengano puntualmente illustrati i benefici.[65]

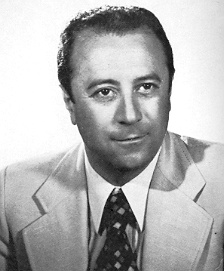
Raffaele Delfino

- 10-13 ottobre: comitato centrale del MSI): la segreteria di Giorgio Almirante è contestata dall'ala dei moderati, prevalentemente ex monarchici confluiti nel 1973, che si è costituita nella corrente denominata Democrazia nazionale. Raffaele Delfino contesta la scelta della non astensione alla fiducia del governo per non rendere determinanti i voti comunisti. In vista del congresso di gennaio chiede invano una modifica al regolamento che riserva metà dell'assise a delegati di diritto e nominati. Alfredo Covelli si dimette dalla presidenza.
- 12 ottobre: le commissioni riunite giustizia e sanità della camera iniziano le discussioni dei sette progetti di legge sull'aborto.
Alla camera inizia la discussione sul bilancio di previsione dello stato per il 1977, che prevede una necessità di nuove entrate per circa 4000 miliardi.[66]
- 13 ottobre: il governo rinvia l'aumento delle tariffe elettriche e telefoniche su richiesta dei sindacati, che chiedono due settimane per definire le proprie richieste. Nelle stesse ore si registra un forte nervosismo tra i partiti dell'astensione, in particolare nel PCI, alle prese con la possibilità di uno sciopero generale contro le scelte del governo e, di fatto, quelle del partito.[67]
- 15 ottobre: consiglio dei ministri: per la terza volta consecutiva il governo prende drastiche decisioni economiche. Viene limitata l'espansione del credito bancario entro il limite del 20% fino al 31 marzo 1977; il contenimento degli esborsi, se da un lato tutela la lira dalle speculazioni, dall'altro frena gli investimenti e la produzione, e potrà provocare problemi all'occupazione operaia, che potrebbe essere contemporaneamente colpita dal blocco della scala mobile per sei mesi al momento in preparazione. Un terzo provvedimento dovrebbe imporre la chiusura per una settimana ogni mese delle macellerie, allo scopo di ridurre le importazioni di carne bovina e il conseguente passivo sulla bilancia dei pagamenti. Decisa anche l'abolizione degli esami di riparazione nella scuola dell'obbligo, dove la pagella coi voti numerici sarà sostituita da una scheda con giudizi analitici.[68]
- 17 ottobre: Andreotti smentisce di avere in programma un viaggio con destinazione Bonn, Parigi e Washington per negoziare un prestito di cinque miliardi di dollari.[69]
- 18-21 ottobre: comitato centrale PCI: il documento conclusivo invita i militanti ad ogni livello ad impegnarsi in una linea politica che possa far superare al paese la crisi. Nell'assise sorgono tuttavia malumori per l'accondiscendenza del partito alla politica economica del governo. Si chiede alla segreteria di appoggiare la proposta dei sindacati per una tassa straordinaria sui redditi superiori agli otto milioni di lire.[70]
- 19 ottobre: direzione nazionale DC: viene annunciato un progetto di legge sull'aborto che recepisce le linee già espresse dal partito, in linea con quelle della gerarchia ecclesiastica: nella proposta cattolica l'aborto resta reato salvo che in caso di pregiudizio accertato alla salute della gestante, come sentenziato dalla Consulta.[71]
- 21 ottobre: consiglio dei ministri: viene deciso in via definitiva l'aumento delle tariffe elettriche e telefoniche. Per queste ultime restano invariati i costi degli impianti duplex, mentre aumentano del 25% tutti gli altri oneri legati all'installazione e all'uso dell'apparecchio. A tutela della lira viene stabilita una tassa del 7% sugli acquisti di valuta straniera. Approvato il disegno di legge di riforma dei servizi segreti: un nuovo organismo unico, interministeriale, che risponderà unicamente al presidente del consiglio.[72]

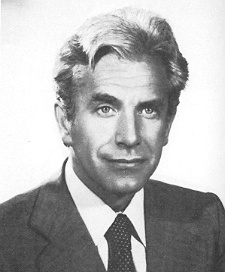
Lucio Magri

- 24 ottobre: parlando a Milano Andreotti fa presente che l'azione del governo è mirata a un riequilibrio nel rapporto tra indebitamento estero e interno, giunti entrambi a livelli preoccupanti. La riduzione dei consumi più costosi è necessaria quanto la disponibilità al sacrificio di chi può rinunciare al superfluo. Ugo La Malfa definisce le parole di Andreotti "richiami paternalistici" e sostiene, a sua volta, che l'inflazione si combatte col blocco della scala mobile e una riduzione drastica della spesa pubblica.
Si svolgono in contemporanea i comitati centrali del PDUP e di Avanguardia operaia. Nelle due formazioni si parla di unificazione dopo la sconfitta alle elezioni di giugno. Lucio Magri, a nome di AO, sostiene che il PDUP aspira a una unità che ricorda quella dei socialisti nel 1968, cioè un accordo di vertice che non verrebbe seguito dalla base.[73]
- 26 ottobre: tre ordigni esplosivi fanno saltare in aria altrettante sezioni del MSI in varie zona di Roma.
In una riunione al Viminale col sindaco di Roma, il presidente della regione e rappresentanti politici di vario livello il ministro degli interni, Francesco Cossiga, promette una decisa opera di prevenzione contro le incursioni neofasciste nel centro cittadino.[74]
- 29 ottobre: il PCI invia una lettera ufficiale ad Andreotti e ai segretari e capigruppo parlamentari di DC, PSI, PSDI, PRI, PLI per sollecitare un incontro che equivalga a una verifica di maggioranza. I comunisti tornano a chiedere quali siano le effettive finalità delle misure anti-crisi e quali provvedimenti si intendano prendere per colpire le fasce di reddito più alte. Al confronto si dichiarano favorevoli socialisti e repubblicani, disponibili i socialdemocratici e contrari i liberali. Dopo una riunione con Moro, Zaccagnini, Piccoli e Bartolomei, Andreotti risponde che la DC è disponibile ad un dibattito parlamentare.[75]
- 30 ottobre: consiglio dei ministri: è approvato il disegno di legge per le misure straordinarie all’occupazione giovanile, uno stanziamento di 400 miliardi di lire. Nuovo rincaro di tutti i prodotti petroliferi ad esclusione della benzina, contestato come un regalo di 540 miliardi alle compagnie petrolifere.[76]
- 29 ottobre-4 novembre: promosso dalla CEI si svolge a Roma il convegno "Evangelizzazione e promozione umana", incentrata sull'atteggiamento della chiesa di fronte ai mutamenti del quadro politico e del mondo. La Gerarchia è accusata di non aver preso atto dei cambiamenti e passiva nell'identificarsi con un solo partito, nel quale il pluralismo delle posizioni politiche non è dissimile da quelle religiose.[77]
- 30 ottobre-4 novembre: congresso nazionale di Lotta Continua: viene eletto un comitato nazionale provvisorio di 60 persone per la liquidazione del movimento, che decide di sciogliersi dopo 7 anni di attività. Resta in vita il quotidiano che dal 1977 sarà diretto da Enrico Deaglio e cesserà definitivamente le pubblicazioni il 13 giugno 1982.

#### Novembre
- 1 novembre: con una lettera di risposta ufficiale, inviata per conoscenza anche ai segretari degli altri partiti della non sfiducia, Andreotti conferma il dibattito parlamentare sulla politica economica del governo: tenuto conto che tale seduta non si terrà prima del 12 novembre si dichiara allo stesso tempo disponibile ad incontrare separatamente le delegazioni dei partiti.[78]
- 9-11 novembre: inizia il dibattito sulla politica economica del governo. Andreotti annuncia ulteriori sacrifici per la necessità di colmare una necessità di duemila miliardi: 1.500 mediante l'anticipo del 75% sulle imposte dirette dei lavoratori autonomi e 500 con aumenti sulle imposte di bollo e registro e sulle tasse di concessione. L'indebitamento estero italiano è passato da 7 a 17 miliardi di dollari ma non sono al momento previste soluzioni per colmarlo. Su queste basi il governo ottiene il voto favorevole di DC e altoatesini, l'astensione di PCI, PSI, PSDI, PRI e PLI e il voto contrario di missini, demoproletari e radicali ma la situazione politica rimane tesa: socialisti e comunisti si dichiarano pronti a condividere l'impopolarità dei provvedimenti ma esigono maggiore chiarezza sulla destinazione delle scelte.[79]
- 13 novembre: dopo un rincorrersi di voci contraddittorie il tribunale militare di Roma annuncia in via ufficiale la concessione della libertà vigilata per motivi di salute all'ex colonnello Herbert Kappler. La decisione scatena un putiferio di proteste che arrivano fino al governo, dove il ministro della difesa Lattanzio viene invitato a dimettersi. L'ospedale militare del Celio, dove l'ex SS è ricoverato per un tumore, viene presidiato per impedire il suo annunciato ritorno in Germania.[80]
- 14-18 novembre: comitato centrale PSI: i socialisti approvano l'operato della segreteria. In un documento conclusivo il partito dichiara che tornerà a partecipare ad un governo solo quando l'esecutivo sarà aperto a tutti i partiti democratici. Esclusa la possibilità di un bicolore DC-PSI.[81]
- 19 novembre: consiglio dei ministri: viene approvato il disegno di legge per lo svolgimento delle elezioni europee, che devono attenersi ad un protocollo sottoscritto dai singoli paesi, e che stabilisce il suffragio universale e diretto e determina, paese per paese, il numero dei rappresentanti e il periodo di indizione dei comizi. Rinviato per la quarta volta l'esame delle norme sull'equo canone.[82]

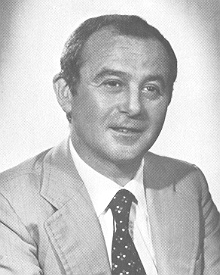
Gian Aldo Arnaud

- 25 novembre: Andreotti illustra alla camera le proposte del governo per la revisione del Concordato lateranense. I partiti laici annunciano battaglia nella discussione parlamentare, in quanto il progetto dell'esecutivo non è una vera riforma degli accordi e mantiene uno stato di privilegio alla chiesa cattolica.
Il sottosegretario alla presidenza del consiglio, Gian Aldo Arnaud, dichiara che il governo si oppone all'aumento del prezzo dei quotidiani da 150 a 200 lire. Richiesto dagli editori, che da alcuni giorni hanno ridotto la foliazione per l'aumento dei costi della carta, viene rifiutato non per la sua infondatezza, ma per l'incidenza che andrebbe ad avere sulla scala mobile in un momento in cui se ne sta decidendo una possibile riforma.[83]
- 25-27 ottobre: si svolge a Roma il convegno "la DC e l'Europa", promosso dagli amici di Umberto Agnelli. L'assise è una critica quasi unanime alla segreteria di Zaccagnini e avanza proposte per trasformare lo scudocrociato in un moderno partito europeo. Il rappresentante della CDU dichiara a nome dei democristiani tedeschi che non esiste alcuna compatibilità coi partiti comunisti e che qualsiasi accordo fa venir meno gli obiettivi e il significato dell'alleanza atlantica. Flaminio Piccoli, presente con una consistente pattuglia di dorotei, ribadisce che per poter essere creduta in Europa la DC deve dare precise garanzie di anticomunismo.[84]
- 30 novembre: alla camera prende il via la discussione sullo schema del nuovo concordato presentata da Andreotti. I partiti laici confermano la propria contrarietà per un accordo dove lo stato concede tutto senza ricevere nulla (Aldo Bozzi) senza intaccare i forti privilegi fiscali degli enti religiosi (Oddo Biasini). L'opinione comune è che lo schema si limita a recepire le sentenze della Consulta senza intaccare i privilegi verso i cattolici e la discriminazione verso i non cattolici. Al termine viene votata una mozione dei partiti laici, cui si aggrega la DC, che impegna il governo a riprendere le trattative diplomatiche per giungere a un accordo che superi il regime del 1929 in materia di scuola, matrimonio e trattamento fiscale.[85]

#### Dicembre
- 1 dicembre: dopo una lunga e tormentata istruttoria la commissione parlamentare inquirente conclude i lavori sullo scandalo Lockheed. L'accusa nei confronti di Luigi Gui (contraria la DC) Mariano Rumor (contrari DC e MSI) e Mario Tanassi (all'unanimità) è corruzione aggravata per aver intascato una maxi tangente di un miliardo di lire. Una seconda votazione (con lo stesso schema) aggiunge i reati di truffa ai danni dello stato aggravata dalla qualifica di pubblico ufficiale e dal danno economico rilevante.[86]
- 3 dicembre: il governo viene chiamato a riferire al parlamento tutte le possibili informazioni su un accordo sottoscritto da pochi giorni da Gianni Agnelli e Mu'ammar Gheddafi; quest'ultimo, attraverso un potente istituto bancario libico, sottoscrive un aumento del capitale sociale della Fiat per 15 miliardi (diventando il secondo azionista dopo la famiglia Agnelli), e accorda al contempo due prestiti: uno di 90 miliardi di lire, da convertire in azioni nel periodo 1978-1982 e uno decennale da 104 milioni di dollari.
La camera approva in linea definitiva (contrari solo PLI e MSI) una risoluzione che impegna il governo a riprendere le trattative per il concordato a condizione che il testo recepisca i principi della costituzione e che il protocollo di revisione sia portato all'esame del parlamento.[87]
- 7 dicembre: il Fondo monetario internazionale nega all'Italia un prestito di 530 milioni di dollari. Al governo italiano viene chiesto di provvedere un drastico ridimensionamento del meccanismo della scala mobile con due soli scatti annuali.
Col via libera dato dalla commissione affari costituzionali viene annunciato che è pronta la proposta di legge sull'aborto elaborata dalle commissioni sanità e giustizia. Si annuncia battaglia in aula sull'articolo 10 che abbassa l'autodeterminazione delle gestanti al sedicesimo anno e richiede il parere di genitori o tutori per quelle di età inferiore.[88]
- 9 dicembre: nel giorno di apertura del consiglio nazionale della DC Aldo Moro esce da un lungo riserbo con un articolo pubblicato dal quotidiano Il Giorno, nel quale esprime un fermo rifiuto della politica dello scontro perseguita dalla nuova destra democristiana. Moro torna a rilanciare la sua idea della terza fase, successiva al centrismo e al centro-sinistra, di cui non fornisce al momento una spiegazione.[89]
- 9-11 dicembre: consiglio nazionale DC: Zaccagnini sostiene che la linea del confronto coi partiti democratici, comunista compreso, è una scelta politica consapevole, ed è anche l'unica nel presente quadro politico. La DC deve tuttavia rifiutare l'invito di Berlinguer per uno spostamento in avanti, che finirebbe con l'aprire spazi ad una destra tanto qualunquista quanto anticostituzionale e avventurista. La relazione e l'operato della segreteria trovano l'approvazione di tutte le componenti interne, e questa inedita unità di intenti nella DC[90]

Walter Alasia

- 14-16 dicembre: a Roma i Nuclei Armati Proletari tentano di uccidere il dirigente dell'antiterrorismo Alfonso Noce. Rimangono uccisi il suo autista e un terrorista del commando assalitore; a Sesto San Giovanni il vice questore Vittorio Padovani e l'agente Sergio Bazzega rimangono uccisi durante una perquisizione domiciliare nei confronti di Walter Alasia. Il brigatista, dopo aver sparato, tenta la fuga ma viene ucciso; a Brescia un ordigno nascosto vicino ad una edicola, dentro una borsa, uccide una donna e ferisce nove persone. Mentre nella polizia serpeggia un malcontento sempre più forte Andreotti riunisce i segretari dei partiti dell'astensione, i ministri della giustizia e dell'interno, il capo della polizia e il direttore del SID per un esame delle leggi in vigore e l'individuazione di possibili aggiustamenti.[91]
- 21-22 dicembre: 18 deputati e 9 senatori del MSI-DN si costituiscono in gruppi autonomi con la denominazione Costituente di Destra - Democrazia Nazionale. Non è ancora una vera e propria scissione. Clemente Manco dichiara infatti che al momento si tratta di un'assunzione di autonomia politica in vista del congresso nazionale. Quando l'esecutivo nazionale missino delibera su richiesta di Almirante l'espulsione dei parlamentari ribelli la scissione diventa ufficiale, e la presidenza della camera concede la costituzione del nuovo gruppo.[92]
- 28-30 dicembre: Nella conferenza stampa di fine anno Andreotti conferma le decisioni del governo assunte ad ottobre, che entreranno in vigore dal 1º gennaio per quanto riguarda tariffe, tasse e nuove pensioni. L'esecutivo dovrà tuttavia ancora chiedere sacrifici. A specifica richiesta assicura che saranno prese ulteriori misure a tutela dell'ordine pubblico. Il ministro delle finanze precisa che si prevede di aumentare soltanto l'IVA ma nel giro di poche ore inizia un giro di dichiarazioni contraddittorie: il ministro del tesoro smentisce la necessità di nuove tasse ed invita il collega delle finanze a dimettersi. Il ministro dell'industria lancia intanto la previsione di 600 mila nuovi disoccupati, smentito dal ministro del lavoro che li riduce a 200 mila. PCI, PSI e PRI, in un comunicato congiunto, sostengono che il paese ha bisogno di certezze, non di polemiche.[93]

### 1977

#### Gennaio
- 1 gennaio: intervistato dal GR1 Andreotti si dichiara contrario alla proposta repubblicana di un vertice economico tra tutti i partiti dell'astensione. Riduce a normale dialettica le dichiarazioni contraddittorie dei ministri ma al contempo non spiega come stanno esattamente le cose. Il PCI chiede alla camera le dimissioni di Donat Cattin.[94]
- 3 gennaio: la giunta comunale di Roma viene ricevuta in udienza da Paolo VI. Nel discorso ufficiale, dopo l'incontro privato, il sindaco Argan parla di una città deturpata dallo sfruttamento del suolo e da mercanti avidi. Il sindaco non nasconde che molti dei problemi in cantiere sono dovuti anche alla speculazione di soggetti legati al Vaticano. Il Papa ignora l'allusione e si sofferma sulla necessità di non escludere dagli interessi politici la comunità religiosa romana.[95]
- 9-11 gennaio: i rapporti tra la DC e i partiti dell'astensione si fanno tesi per l'ostinato rifiuto democristiano ad accettare un vertice sull'economia richiesto dal PRI tra tutti i partiti dell'astensione e per l'alleanza di fatto alla camera con MSI e Democrazia nazionale per una obiezione di incostituzionalità nei confronti della legge sull'aborto. Flaminio Piccoli dichiara che la DC può accettare solo incontri tra i gruppi parlamentari per evitare un ingresso di fatto nella maggioranza del PCI ma la sua proposta è respinta. I socialisti ricordano a Piccoli che in parlamento c'è una maggioranza laica che mette in minoranza la DC con missini e demonazionali e sostiene che non si può chiedere i voti della maggioranza per un monocolore di minoranza e ignorare al contempo le sue richieste.[96]
- 13-16 gennaio: congresso nazionale MSI: si confrontano tre mozioni: per l’unità nella chiarezza (Almirante, Romualdi) Linea Futura di Pino Rauti e Destra popolare (Anderson). Il palazzo dei congressi dell'EUR, sede dell'assise, è fatto oggetto di un attentato nella notte tra il 12 e il 13 gennaio, una manifestazione di Democrazia Proletaria e Avanguardia Operaia viene fermata con la forza dalla polizia. Almirante accusa la DC di aver favorito la scissione di Democrazia Nazionale (rappresentata al congresso da Agostino Greggi e rivendica al MSI l'unica alternativa al sistema dopo l'entrata del PCI nella maggioranza. Mentre Anderson persegue l'obiettivo di mettere in soffitta "vecchie formule e logore insegne" il mondo giovanile inizia ad aggregarsi attorno alla figura di Pino Rauti, le cui idee di alternativa alla repubblica costituzionale sono definite eversive. Almirante e Romualdi sono eletti per acclamazione segretario e presidente.
- 14 gennaio: consiglio dei ministri: varato un piano decennale a sostegno dell'agricoltura, che stanzia complessivamente 5.650 miliardi fino al 1986. Per alleggerire la crisi del settore (con un risparmio di mille miliardi in interessi passivi) viene stabilito che i debiti a breve scadenza col sistema bancario, contratti fino al 31 dicembre 1976, saranno trasformati in mutui decennali della Cassa depositi e prestiti collocati presso le banche creditrici.
A poche ore dall'inizio della discussione finale alla camera sull'aborto il consiglio permanente della CEI invia due telegrammi a Andreotti e a Leone per individuare un'alternativa ai mali che si vorrebbero rimediare con l'aborto legalizzato. Pietro Ingrao risponde che il parlamento è sovrano.[97]
- 18 gennaio: la camera respinge 319 voti contro 277 l'eccezione di incostituzionalità dell'aborto e passa all'esame dei singoli articoli.
Andreotti incontra a Bonn il cancelliere tedesco Schmidt. Al centro dei colloqui la ricerca di un’intesa sul coordinamento dei provvedimenti nazionali di politica economica, fra i quali il contrasto all’inflazione ed in particolare il ridimensionamento della scala mobile. Premesse per il sostegno tedesco ai prestiti del FMI e della CEE all’Italia. Secondo le agenzie stampa il cancelliere tedesco condivide le misure di stabilizzazione assunte dall’Italia.
Direzione nazionale PCI: Si discute la grave situazione dell’ordine pubblico e della sicurezza dei cittadini. Viene approvato un documento che sollecita una decisa e articolata strategia d’intervento dello Stato democratico e la rapida attuazione del coordinamento e di forme di direzione operativa unica fra la Polizia, Arma dei carabinieri e Guardia di finanza.
- 21 gennaio: la camera approva con 310 voti contro 294 la legge sull'aborto: votano contro la DC, i missini, i demonazionali e (per ragioni diverse) i radicali. La legge recepisce la completa autodeterminazione della donna dai 16 anni in su e l'assenso condizionato per le minori di tale età. Per le gravidanze oltre i 90 giorni l'intervento è ammesso solo in caso di pericolo per la salute della gestante o malformazioni del nascituro. I consultori sono chiamati a sostenere le donne nella scelta e a fornire contraccettivi per una procreazione responsabile.[98]

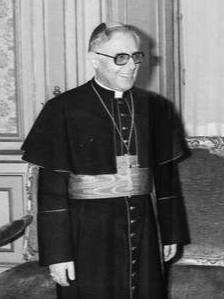
Ugo Poletti

- 24 gennaio: con un articolo su L'Osservatore Romano il cardinale Ugo Poletti sostiene che i partiti debbono obbedire alla volontà dei loro elettori prima che a precisi disegni di lotta politica. Il vicario di Roma sostiene di parlare a nome di centinaia di persone che gli hanno chiesto di far sentire la voce contraria del paese sull'aborto ma i partiti laici rispondono che l'elettorato ha votato il 20 giugno su programmi politici chiari. Chi ha dato il voto ai partiti sostenitori della legge sapeva quindi quale sarebbe stato l'atteggiamento parlamentare dei suoi rappresentanti.[99]
- 26 gennaio: il vice presidente americano Walter Mondale arriva a Roma per esaminare problemi di carattere economico. Mondale è accompagnato dal sottosegretario Richard Cooper e dal consulente del Tesoro Fred Bergsten, già componenti della commissione Trilaterale, entrambi favorevoli alla modifica del sistema della scala mobile come strumento di lotta all’inflazione e condizione per poter trattare con l’Italia il prestito richiesto dal presidente del Consiglio nella visita a Washington dello scorso dicembre
- 26-27 gennaio: alla camera si svolge il dibattito sull'ordine pubblico e sulle eventuali misure da prendere. I partiti dell'astensione respingono la proposta di Andreotti per un inasprimento generale delle pene, sì a strumenti legislativi per migliorare le indagini sui movimenti di denaro.
Viene rinviato per la terza volta il dibattito parlamentare sull'economia richiesto dai repubblicani, Ugo La Malfa rinvia a sua volta la riunione della direzione del PRI, che deve dare un giudizio sulla politica economica del governo. PCI, PSI e PLI ritengono la situazione politica incerta come la possibile durata dell'esecutivo.
In vista dell'avvio delle trasmissioni regolari il comitato interministeriale prezzi stabilisce in 50.340 lire il nuovo canone per la televisione a colori, in 25.170 quello per la televisione in bianco e nero.[100]
- 29 gennaio: La Commissione inquirente, a conclusione della indagini sulla vicenda Lockheed, proscioglie, con il voto determinante del presidente Mino Martinazzoli, l'ex presidente del consiglio Mariano Rumor. Rinviati a giudizio Luigi Gui e Mario Tanassi.

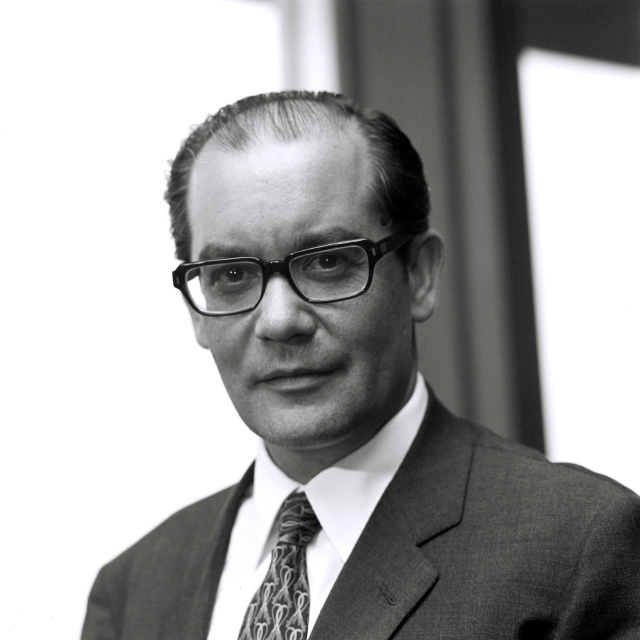
Franco Maria Malfatti

- 30 gennaio: Si estende la lotta delle Università contro l'applicazione dei decreti Malfatti. A Roma, nella mattinata, mentre alla Facoltà di Lettere della Sapienza è in corso l’assemblea del Comitato di lotta un gruppo di aderenti al FUAN, l'organizzazione universitaria del MSI, assalta la facoltà. Il gruppo capeggiato da Alessandro Alibrandi è armato di spranghe, molotov e pistole. Gli studenti si organizzano per fronteggiare l'attacco squadrista. Due studenti, Paolo Mangone e Guido Bellachioma, sono colpiti da colpi d'arma da fuoco. Il più grave, Bellachioma, ferito alla nuca, è ricoverato in fin di vita al Policlinico. Nel pomeriggio, dopo che un corteo di un migliaio di giovani ha assaltato la sede del MSI di via Livorno, è occupata la facoltà di Lettere a cui Bellachioma è iscritto ed è indetta una mobilitazione antifascista per il giorno seguente. Il Comitato di lotta denuncia l'aggressione come un «tentativo delle forze reazionarie e della DC di far passare la riforma Malfatti anche con il supporto dell'aggressione nera, e invita tutti gli studenti al blocco delle lezioni. È l’inizio del «Movimento del Settantasette».

#### Febbraio
- 3 febbraio: a Roma scoppiano gravi disordini per le provocazioni di un gruppo di neofascisti contro una manifestazione organizzata per protestare contro l'assalto alla facoltà di lettere. Un agente di polizia è colpito alla testa. Numerosi feriti, centinaia di fermi. Il PCI chiede la chiusura di tutte le sedi del MSI e delle organizzazioni collegate. Il ministro degli interni è chiamato a riferire in Parlamento.[101]
- 4 febbraio: consiglio dei ministri: dopo un vertice di cinque ore tra governo, DC e partiti dell'astensione che ha dato il via libera a Andreotti, seppure con qualche distinguo, il governo emette un decreto legge immediatamente esecutivo che aumenta l'aliquota generale dell'IVA dal 12 al 14%, dal 6 al 9% quella sui prodotti tessili e unifica al 35% quella sui generi di lusso. Aumentano di 11 lire al Kg il gasolio per riscaldamento e di 30 lire al metro cubo il metano. Obiettivo: racimolare 1.400 miliardi da destinare alla fiscalizzazione di una parte degli oneri sociali per il 1977.
- 6 febbraio: a seguito di una segnalazione viene trovato e disinnescato un ordigno ad altissimo potenziale sul direttissimo Napoli-Brennero che, ripartito da Tiburtina, avrebbe incrociato un treno proveniente da Reggio Emilia su cui si trovava Andreotti, e che viene fermato a Settebagni.
Mentre si minacciano azioni di sciopero contro la politica del governo Ugo La Malfa, poco soddisfatto del vertice interpartitico, ripropone un incontro tra governo, DC e partiti dell'astensione per individuare una comune soluzione alla crisi politica ed economica. In vista di nuovi provvedimenti governativi socialisti e comunisti appoggiano la proposta. Craxi si dichiara sostenitore[102]
- 16 febbraio: a Montecitorio si svolge un vertice tra i responsabili economici dei partiti dell'astensione coi sindacati: all'ordine del giorno i provvedimenti economici adottati dal governo per la riduzione del costo del lavoro. Si cercano le basi di un accordo che possa evitare il ricorso a nuove ondate di scioperi.
Al senato inizia l'esame della legge sull'aborto.[103]
- 22 febbraio: alla camera il ministro degli interni riferisce sui più recenti problemi dell'ordine pubblico. La DC viene messa sotto accusa dalle sinistre per il colpevole ritardo della riforme della polizia, da destra per la mancanza di polso nella repressione dei disordini, che si preferisce falsamente addebitare a un singolo partito.[104]
- 24 febbraio: i responsabili economici dei partiti dell'arco costituzionale si riuniscono nella sede democristiana di piazza del Gesù per una modifica del decreto di finanziamento degli oneri fiscali e trovare soluzioni per il contenimento della spesa pubblica.
Nelle stesse ore si registra un clima di tensione alla camera, dove i deputati comunisti hanno deciso di firmare per la messa in stato di accusa di Mariano Rumor: mentre si attendono le decisioni di socialisti e repubblicani, che poi diranno no, in vista del possibile raggiungimento del quorum fonti interne democristiane invitano alla cautela per le possibili ripercussioni sul quadro politico.[105]

Carlo Alberto Dalla Chiesa

- 25 febbraio: consiglio dei ministri: il governo rinvia di una settimana la decisione definitiva sulla riforma sanitaria, allo scopo di ridurne i costi. Rinviate anche le decisioni in materia di ordine pubblico ma intanto si parla di uno speciale incarico contro il terrorismo al generale Carlo Alberto dalla Chiesa.[106]
- 26 febbraio: a pochi mesi dalla sua elezione Bettino Craxi è fatto oggetto di pesanti contestazioni della base per la scelta socialista di non partecipare alla raccolta di firme per l'accusa a Mariano Rumor. Craxi dichiara che la decisione non è stata oggetto di accordi. Viene richiesta la convocazione urgente della direzione nazionale.

#### Marzo
- 1 marzo: Una delegazione del Fondo monetario internazionale giunge a Roma per esaminare i provvedimenti anti-inflazionistici del governo in vista della concessione di un prestito all'Italia di 530 milioni di dollari.
Al termine di un teso comitato centrale si consuma la spaccatura in due tronconi del PDUP: gli ex de Il manifesto e del nuovo PSIUP convocano due distinte assemblee nazionali rispettivamente a Roma e Firenze. Alla base della scissione è il diverso modo di intendere il ruolo e la linea politica alla sinistra del PCI.[107]
- 4 marzo: Consiglio dei ministri: la seduta è dedicata all'esame finale del disegno di legge per la riforma sanitaria, che viene approvato e può passare all'esame del parlamento.[108]
- 4-10 marzo: in un clima di forte tensione inizia alla camera il dibattito sulle conclusioni dell'inchiesta Lockheed. Sulla carta la DC è isolata nella difesa di Gui e Tanassi: i partiti schierati per l'accusa (tutto l'arco costituzionale e il MSI) dispongono di 477 voti per il rinvio dei due ex ministri alla Corte costituzionale. Il dibattito conosce momenti particolarmente tesi quando i radicali denunciano all'inquirente Giovanni Leone (associazione a delinquere, spionaggio politico e militare, corruzione) e Moro pronuncia una dura requisitoria difensiva in cui dichiara che la DC non si farà processare, e che il voto favorevole all'accusa può provocare una grande frattura nel quadro politico. Al voto finale i due ex ministri sono deferiti al giudizio della consulta con 487 (Gui) e 513 voti (Tanassi).[109]
- 12-15 marzo: a seguito del voto della camera si registrano forti tensioni tra la DC e i partiti dell'astensione, accusati di aver voluto mettere sotto processo l'intero scudocrociato per poter modificare il quadro politico. I repubblicani rifiutano le varie proposte di dialogo e annunciano il distacco dal monocolore.[110]

Manifestazione di Autonomia Operaia

- 13-17 marzo: a Bologna un tafferuglio all'università tra militanti di Lotta Continua e Comunione e Liberazione degenera in gravi disordini per tutto il centro cittadino. I colpi esplosi dai carabinieri per sedare la rissa uccidono uno studente di sinistra provocando la reazione di Autonomia Operaia, che per tutto il pomeriggio assalta negozi, sedi di partito e la stazione ferroviaria.
A seguito della morte dello studente una imponente manifestazione spontanea si forma il mattino dopo nelle strade di Roma. Il tentativo delle forze dell'ordine di scioglierla porta a una guerriglia urbana che si protrae fino alla notte, con colpi d'arma da fuoco sparati da ambo le parti. Sette agenti, tre carabinieri e tre passanti rimangono feriti.
Nuovi incidenti a Bologna, dove sono appiccati numerosi incendi ad automobili e negozi e danneggiati i mezzi dei vigili del fuoco intervenuti, e a Milano, dove una caserma è fatta oggetto di un attentato dinamitardo.
Messo sotto accusa il governo risponde per bocca del ministro degli interni, che al senato fornisce una prima informativa sugli eventi. Nell'attesa di poter fornire notizie esaustive il ministro rassicura che non saranno adottati provvedimenti al di fuori delle leggi vigenti, e comunque contrari allo spirito della costituzione.[111]
- 17 marzo: direzione nazionale PSI: Craxi fa appello ai partiti per un chiarimento politico e una rinnovata unità di intenti per meglio affrontare l'emergenza dell'ordine pubblico e la crisi economica. Il segretario socialista conferma l'impegno del suo partito per una intesa tra tutte le forze della sinistra per respingere quella che i giornali cominciano a chiamare una rinnovata strategia della tensione.[112]
- 22 marzo: al termine di un giro di incontri di Andreotti con i partiti dell'astensione, dove il presidente ha spiegato i termini del prestito chiesto dall'Italia al FMI, il PSI inizia un giro di consultazioni (che la stampa chiama "chiarimento") per trovare soluzioni alternative al blocco della scala mobile e alla contrattazione aziendale.
A margine dell'incontro tra socialisti e democristiani Moro dichiara che una convergenza programmatica con i comunisti è possibile ed auspicabile, ma si tratterebbe di una intesa su singoli punti di un programma, che non porterebbe modifiche al quadro politico.[113]
- 26 marzo: la delegazione del FMI giunta a Roma per decidere sul prestito di 500 milioni di dollari richiesto dall'Italia annuncia il via libera all'operazione. La CEE si farà garante.[114]
- 29 marzo: la procura di Roma invia una comunicazione giudiziaria per truffa e falso ideologico a 30 medici mutuati. È una prima conclusione di una inchiesta avviata da un mese su denuncia dell'Enpas, che sta rivelando una truffa miliardaria da parte dei medici per prescrizioni a malati inesistenti di prodotti particolarmente costosi. Soltanto a Roma si parla di prescrizioni illecite per oltre nove miliardi di lire.[115]
- 30 marzo: due commando della formazione "Unità comuniste combattenti" feriscono il direttore del poligrafico dello stato e devastano la sede della federazione delle piccole e medie industrie del Lazio.
In Borgo Pio alcuni neofascisti sono sorpresi mentre danneggiano dei murales di sinistra. Scontri a fuoco con la polizia provocano due feriti e tredici arresti.[116]
- 31 marzo-2 aprile: nello stesso giorno in cui la DC dà il via a una conferenza organizzativa che dovrebbe dare risposte ai partiti alleati sul proseguimento dell'esperienza di governo sono convocate le direzioni nazionali di PCI e PSI e il comitato centrale del PSDI. Mentre Berlinguer scrive su l'Unità che la formula di governo ha avuto una funzione positiva ma è oltremodo logorata nell'assise DC, che deve discutere principalmente di organigrammi interni, si darebbe per scontato un cambio della guardia a palazzo Chigi; Zaccagnini, tuttavia, esclude una crisi di governo e fa presente che la DC è disponibile a cercare nuove e più ampie convergenze. Socialisti e socialdemocratici condividono per evitare una crisi di governo che potrebbe portare a nuove elezioni anticipate.[117]

#### Aprile
- 5-9 aprile: a Napoli viene rapito il figlio di Francesco De Martino, segretario della federazione socialista partenopea. Si pensa subito ad un'azione politica. Il sequestro è rivendicato dapprima dai NAP colonna Walter Alasia (che chiedono la liberazione di prigionieri politici) quindi da Ordine nero (che propone uno scambio coi prigionieri Tuti, Concutelli e Tomei).
- 5 aprile: nell'ambito degli incontri per un rinnovamento del programma di governo Berlinguer dichiara che si deve giungere ad una vera maggioranza, stabile e unita. Il PCI chiede di entrare a pieno titolo in questa nuova alleanza di governo.[118]
- 8 aprile: Craxi invia ai partiti dell'astensione una lettera in cui chiede un incontro collegiale e una coraggiosa assunzione di responsabilità. Alla lettera è allegata una bozza con le proposte programmatiche del PSI su occupazione, Mezzogiorno, spesa pubblica, scuola, ordine pubblico e carceri.[119]
- 14 aprile: mentre i partiti cercano un accordo sul programma di governo il ministro delle poste finisce nella bufera a causa della paralisi dei conti correnti postali. Il blocco degli straordinari imposto dal parlamento ha reso gli organici del movimento correntista insufficienti, poiché il sistema antiquato in uso ha reso normalità lo straordinario e il lavoro a cottimo. Lo strangolamento del movimento monetario rischia di bloccare il pagamento delle pensioni e bloccano il lavoro di enti e aziende che non ricevono più denaro fresco. Nell'attesa di interventi sui sistemi di lavorazione vengono nuovamente consentiti gli straordinari ma non tutte le sedi lo accettano. A Milano si contesta l'esiguo compenso per il lavoro straordinario.[120]
- 15 aprile: consiglio dei ministri: sono approvati i disegni di legge per la riforma universitaria e sulla regolamentazione per la trasmissione dei film nelle emittenti televisive private. Quest'ultimo è oggetto, di forti contestazioni, fino a ipotesi di incostituzionalità, per l'imposizione di non trasmettere film vietati ai minori o che siano usciti nelle sale da meno di quattro anni. I gestori delle TV contestano di essere la causa del calo di incassi dei cinema.[121]
- 16 aprile: alla vigilia della ripresa dei colloqui tra i partiti dell'astensione Moro lancia un appello all'unità della DC, che non ha ancora fatto una scelta, per delineare punti di vista comuni da presentare agli alleati.[122]
- 19 aprile: su iniziativa di Craxi si svolge a Montecitorio un vertice coi segretari del PCI, del PSDI e del PRI. L'incontro è mirato a sollecitare una decisione della DC sui prossimi incontri bilaterali, peraltro ancora da fissare. La DC si limita a rispondere che il segretario Zaccagnini rientra nella stessa giornata e che le proprie posizioni saranno stabilite nella prossima riunione della direzione nazionale.[123]
- 21-22 aprile: all'Università di Roma scoppiano gravi disordini a causa dello sgombero di tre facoltà occupate da militanti di Autonomia Operaia poche ore prima. Invece di disperdersi gli autonomi danno vita a una violenta manifestazione nei viali dell'università e nelle strade del quartiere San Lorenzo. Mentre la polizia cerca di contenerli dal corteo partono numerosi colpi di pistola che feriscono diversi agenti e uccidono l'allievo sottufficiale Settimio Passamonti. Dopo una riunione straordinaria del consiglio dei ministri Francesco Cossiga, ministro degli interni, dichiara che "deve finire il tempo dei figli dei contadini meridionali uccisi dai figli della borghesia romana". Il ministro annuncia che d'ora in poi la polizia risponderà alle armi con le armi. La questura di Roma dispone il divieto di manifestazione per un mese.[124]
- 26 aprile: dopo una protesta ufficiale, espressa con una nota anonima su l'Osservatore Romano, e un rincorrersi di polemiche sulle pagine dei giornali, scoppia il caso della trasmissione sul secondo canale Rai della prima parte di Mistero buffo, spettacolo teatrale di Dario Fo considerato blasfemo. Il democristiano Mauro Bubbico, fanfaniano ed oppositore di Zaccagnini, chiede la convocazione urgente della commissione di vigilanza sulla Rai affinché blocchi la programmata trasmissione della seconda parte. Mentre l'attore risponde che del suo spettacolo fa paura la ribellione al potere clericale il caso finisce anche sul tavolo delle trattative per il programma, dal momento che la DC, già alle prese con la legge sull'aborto che continua il suo cammino al senato, si trova isolata contro le proteste di tutti i partiti sul tentativo di censura.[125]
- 27 aprile: direzione nazionale DC: seppure con molte riserve viene accettata la proposta di Zaccagnini di fissare incontri ufficiali coi partiti dell'astensione per cercare convergenze sull'agenda dell'esecutivo. I risultati dei colloqui saranno discussi e decisi in una prossima riunione della direzione o in una riunione straordinaria del Consiglio nazionale.
Nelle stesse ore viene votata alla camera una risoluzione che chiede al ministro degli interni di riferire con urgenza circa le gravi accuse lanciate dal procuratore della repubblica di Roma alla gestione dell'ordine pubblico. Secondo Pietro Pascalino gli organi di polizia subirebbero condizionamenti a livello politico, con reazioni diverse a seconda dello schieramento che occupa la piazza.[126]

Fulvio Croce

- 27 aprile: a Torino le Brigate Rosse uccidono l'avvocato Fulvio Croce, Presidente del Consiglio dell'Ordine degli Avvocati di Torino. Il legale, causa la procedura penale dell'epoca, si era trovato costretto ad assumere la difesa d'ufficio dei brigatisti rossi sotto processo. Nello stesso giorno viene rapito a Roma il prof. Rosario Nicolò, preside di giurisprudenza a La Sapienza.[126]
- 30 aprile: il pretore di Roma dichiara il non luogo a procedere contro Mistero buffo perché il fatto non costituisce reato. Nelle stesse ore in cui viene respinta la denuncia partita da un cittadino di Roma, quando ne mancano poche alla trasmissione della seconda parte, sono presentate altre due denunce dal Gruppo romano genitori ed educatori cattolici e dall'Unione nazionale ex allieve salesiane.[127]

#### Maggio
- 2 maggio: in vista degli incontri ufficiali coi partiti democratici la DC ribadisce che nessuna intesa può modificare il quadro politico e che solo nuove elezioni possono eventualmente inserire il PCI nella maggioranza. La direzione comunista ribadisce che il partito parteciperà alle trattative con spirito costruttivo.[128]
- 3 maggio: dopo aver ottenuto il rinvio del dibattito parlamentare sull'ordine pubblico Andreotti riunisce a Villa Madama i ministri dell'interno, della difesa e della giustizia, i capi della polizia e dell'antiterrorismo, i comandanti dei carabinieri e della guardia di finanza e il direttore dei servizi di sicurezza. Nell'incontro, su cui viene mantenuto uno stretto riserbo, devono essere decise ulteriori misure amministrative e legislative per il funzionamento della magistratura e del sistema carcerario.
- 7 maggio: al termine del primo giro di incontri gestiti dalla DC Zaccagnini dichiara che con i comunisti non si andrà oltre il dialogo e il confronto, ed aggiunge che la delegazione del PCI ha mostrato comprensione e rispetto per i problemi interni democristiani. Problemi interni che rendono difficoltoso il processo decisionale dei partiti, pesando in molti casi più della crisi economica e politica.[129]
- 8 maggio: in una conferenza stampa a Londra, dove si trova per un vertice del G7, Andreotti riferisce di un incontro privato avuto col presidente americano Jimmy Carter che, sul governo e la questione dei comunisti, ha sostenuto di confidare nella coscienza democratica degli italiani. Carter conferma la piena autonomia decisionale italiana.
Mentre la riforma carceraria rimane lettera morta il ministro della giustizia dà il proprio assenso a una iniziativa senza precedenti. Non essendoci più posto al carcere di San Vittore il procuratore capo di Milano sospende per un mese l'esecuzione delle pene detentive inferiori a quattro mesi passate in giudicato e dei residui di pena dello stesso ammontare per i detenuti non recidivi. Il ministro Bonifacio annuncia un piano di depenalizzazione dei reati minori ma la mini-amnistia provoca reazioni contrastanti tra i partiti.[130]

Giorgiana Masi

- 12 maggio: nonostante il divieto fino al 31 maggio, imposto a seguito dell'omicidio dell'agente Passamonti, il partito radicale convoca un sit-in a piazza Navona per celebrare il terzo anniversario della vittoria sul divorzio e iniziare la raccolta di firme per nuovi referendum. A causa di infiltrazioni di agenti in borghese e autonomi armati la tensione fa presto a salire. Per evitare lo scoppio di disordini alcuni parlamentari di Democrazia Proletaria mediano con la polizia per far defluire la folla verso Trastevere ma all'altezza di ponte Garibaldi scoppia un conflitto a fuoco che uccide Giorgiana Masi e ferisce varie persone.[131]
- 13 maggio: mentre a Roma si svolgono quattro cortei studenteschi repressi con forza dalla polizia, Cossiga risponde alla Camera sulle decine di interrogazioni presentate da tutti i gruppi. Radicali e demoproletari lo accusano di non aver fatto niente per evitare gli incidenti e di aver promosso una repressione violenta a manifestazioni pacifiche. Il ministro degli interni, per contro, difende l'operato delle forze dell'ordine e sostiene che i disordini sono il risultato di provocazioni verbali e fisiche dei manifestanti. A precisa accusa smentisce che gli uomini armati in borghese visibili in alcune foto siano poliziotti in borghese.
Consiglio dei ministri straordinario: viene approvato un disegno di legge che inasprisce le pene per le evasioni, il riciclaggio del denaro dei sequestri e il ferimento e l'uccisione di pubblici ufficiali. Previste norme a difesa degli avvocati e dei giudici popolari.[132]
- 15 maggio: a Milano un vicebrigadiere della polizia muore dopo essere stato ferito poche ore prima dai colpi sparati da un corteo di autonomi. Alla notizia le volanti in servizio a Milano sfilano per venti minuti a sirene accese, dando prova di quanto sia tesa l'atmosfera tra le forze dell'ordine.
Viene rilasciato il figlio dell'ex segretario socialista Francesco De Martino. È stato pagato un riscatto di un miliardo ma rimane il sospetto di un'azione politica.[133]
- 18-21 maggio: Autonomia Operaia si dichiara disposta a rinunciare a un corteo con comizio finale a Porta San Paolo ma chiede in cambio la revoca del divieto di manifestare a Roma fino a fine mese. In caso contrario il Movimento tornerà ad occupare l'università. Alla conferma di Cossiga che il divieto non sarà ritirato viene indetta un'assemblea in una città messa letteralmente in stato d'assedio dalle forze dell'ordine.[134]
- 19 maggio: due ordigni esplosivi deflagrano su due treni delle Ferrovie Nord Milano e gettano nel caos il traffico dei pendolari. Mentre l'ATM deve mettere in circolazione perfino autobus ritirati dal servizio l'attentato è rivendicato da Prima Linea, che vuole impedire l'ingresso nelle fabbriche degli operai in una festività "soppressa dal governo per far guadagnare i padroni".[135]

Moro e Berlinguer

- 20 maggio: a Roma un gruppo di aderenti al MSI è fatto oggetto di colpi di arma da fuoco da parte di due persone a bordo di uno scooter. Ferito in modo grave il segretario della sezione missina Balduina.
Con l'incontro tra Aldo Moro, Bettino Craxi ed Enrico Berlinguer inizia la terza fase dei colloqui tra la DC e i partiti dell'astensione, che si annuncia da subito priva di riscontri per l'ostinazione democristiana di non voler sciogliere la riserva sulla composizione della maggioranza, nella quale il PCI rivendica il diritto di entrare. Ugo La Malfa accusa i due partiti di giocare a rimpiattino e di inseguire un accordo ambiguo. Socialdemocratici e liberali concordano coi repubblicani e temono un accordo a due tra democristiani e comunisti che li riduca al ruolo di comparse.[136]
- 25 maggio: comitato centrale PSI: nella sua relazione Craxi sostiene che il governo si sta rivelando sempre più inadeguato al momento politico e che i socialisti non sono ulteriormente disposti ad accettare la strategia "lentocratica" della DC sulla ricerca di un accordo. Quest'ultima deve prendere atto delle convergenze emerse tra socialisti e comunisti e decidere di conseguenza. Per Francesco De Martino il partito non deve farsi problema di aprire la crisi di governo qualora non si giunga all'accordo.[137]
- 26-27 maggio: la DC presenta ai partiti il documento programmatico per il governo. L'elaborato dovrebbe aver tenuto conto dei numerosi incontri a due dell'ultimo mese ma secondo i destinatari è una riproposizione delle posizioni assunte dai democristiani nelle riunioni. Zaccagnini convoca la direzione per stabilire la procedura da seguire rispetto alla richiesta di un vertice di tutti i partiti. Da Arezzo Fanfani ricorda pubblicamente alla DC i limiti della trattativa, oltre i quali si giungerebbe a tradire gli elettori.[138]

#### Giugno
- 1-3 giugno: a Genova, Milano e Roma le Brigate Rosse sparano alle gambe di Vittorio Bruno, vicedirettore del Secolo XIX, di Indro Montanelli e di Emilio Rossi, direttori rispettivamente del Giornale e del TG1.[139]
- 4 giugno: la DC rinvia all'ultimo momento il previsto vertice tra tutti i partiti costituzionali ed avvia un sesto giro di incontri bilaterali. Una nota de Il Popolo precisa quello che tutti sanno, e cioè che non si possono superare i limiti dell'impossibilità di una coalizione e un patto di maggioranza col PCI. Socialisti e socialdemocratici rifiutano di partecipare ai nuovi incontri e chiedono ufficialmente un nuovo governo. Repubblicani e liberali parlano di una sceneggiata e minacciano di ritirare l'appoggio delle astensioni se non si giungerà entro poche ore ad una decisione.[140]
- 7 giugno: con una maggioranza di 156 voti contro 154 DC e MSI, col sostegno di qualche franco tiratore, riesce a far passare una pregiudiziale contro l'esame degli articoli sulla legge per la depenalizzazione dell'aborto, la cui discussione viene bloccata per sei mesi. La proposta di legge è immediatamente ripresentata alla camera ma l'evento non sembra dover avere ripercussioni per l'accordo di governo. I partiti laici dichiarano congiuntamente che la DC deve scegliere tra legge parlamentare o referendum.[141]
- 10 giugno: consiglio dei ministri: viene approvato il disegno di legge che statalizza le università abruzzesi e di Urbino e istituisce nuovi istituti a Verona, Brescia, in Basilicata, nel Molise e a Reggio Calabria. Un decreto legge immediatamente esecutivo aumenta i prezzi al consumo di alcuni prodotti petroliferi, benzina e gasolio per autotrazione esclusi: il prezzo per tonnellata passa da 18 a 22 mila lire per il gasolio da riscaldamento, da 800 a 1000 lire l'olio combustibile ad alto tenore di zolfo, da 500 a 1000 lire quello a basso tenore, da 5.100 lire l'olio semifluido e da 6 a 7300 lire quello fluido.
 i partiti democratici, riuniti nella sede della DC in piazza del Gesù, annunciano uno scadenzario fisso per la trattativa sul programma di governo. L'incontro finale viene previsto nel giro di una decina di giorni, dopo altri due incontri collegiali.
Un grande corteo unitario, organizzato dall'Unione donne italiane e da vari collettivi femministi, protesta a Roma contro il blocco dell'iter della legge sull'aborto.[142]
- 12-13 giugno: elezioni amministrative: rispetto alle politiche del 20 giugno 1976 nei comuni capoluogo di Pisa, Livorno e Como si registra un aumento del PCI e del PDUP e un lieve miglioramento del PSI. Calano la DC e i partiti laici, dimezza i voti il MSI.[143]

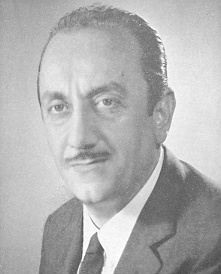
Nicola Lettieri

- 14 giugno: nonostante la riconosciuta urgenza del provvedimento il governo blocca i lavori del comitato ristretto chiamato ad unificare le proposte di legge in materia di ordine pubblico. Il sottosegretario agli interni con la delega in materia, Nicola Lettieri, chiede due settimane per esaminare il lavoro compiuto e valutare alcune questioni inerenti alla riforma della polizia. Le proteste dei partiti dell'astensione spingono il comitato a sospendere l'esame del provvedimento per dare spazio ad alcune audizioni. Andreotti e Cossiga sono chiamati a riferire in aula, dal momento che l'accordo di governo in vigore prevede l'approvazione della riforma entro la fine di luglio.
alla camera inizia l'esame del decreto-legge che introduce un nuovo criterio di determinazione del prezzo dei farmaci e abolisce gli sconti che i produttori sono tenuti a praticare alle mutue. Comunisti, socialisti contestano il mancato obbligo di rimborso agli enti mutualistici degli sconti non corrisposti, circa 600 miliardi, e la mancata contestualità tra nuovi prezzi e abolizione degli sconti.[144]
- 20-21 giugno: un commando di Prima Linea distrugge con ordigni incendiari i magazzini della Sit-Siemens e della Magneti Marelli a Milano, provocando oltre 40 miliardi di lire di danni tra immobili ed attrezzature. Poche ore dopo un caporeparto della prima è ferito con numerosi colpi di pistola alle gambe. A Roma le Brigate Rosse feriscono il preside della facoltà di economia e commercio. A Pistoia Prima Linea ferisce un dipendente della Breda che riveste l'incarico di dirigente della locale federazione della DC.[145]
- 28 giugno: la DC e i partiti dell'astensione annunciano di aver raggiunto l'accordo sul programma di governo, che dovrà ora essere sottoposto all'approvazione degli organi dirigenti dei singoli partiti. I punti più importanti dell'intesa prevedono un inasprimento delle norme a tutela dell'ordine pubblico, la riforma della PS e i problemi delle carceri; risanamento della finanza pubblica attraverso nuovi criteri di spesa per sanità, Mezzogiorno e finanza locale; riforma delle partecipazioni statali, in particolare per evitare che continuino ad essere il salvagente di imprese senza prospettive di risanamento; riforma della stampa e dell'informazione; rafforzamento dell'ordinamento regionale.[146]
- 29 giugno-1 luglio: PCI, PSI, PSDI, PRI e PLI ratificano l'intesa di governo. In casa DC la ratifica è preceduta da un forte attacco interno da parte di Fanfani, che definisce l'accordo un libro dei sogni e la maggioranza troppo debole per poter trasferire l'intesa in parlamento.[147]
- Luglio
- 5 luglio: i partiti raggiungono l'accordo sul testo di una mozione sul programma da discutere in parlamento.
Nelle stesse ore si registrano momenti di tensione alla camera tra la DC e il PCI durante la discussione dei finanziamenti politici irregolari erogati dall'Istituto centrale delle casse di risparmio (guidato da esponenti democristiani) ai fratelli Caltagirone. I ministri del tesoro e delle finanze si fanno rappresentare dai sottosegretari, che danno dichiarazioni generiche ed evasive sulla vicenda: PCI, PSI e PRI contestano la decisione del governo di non fornire spiegazioni circa un'erogazione di 250 miliardi e su come sia stato possibile che il fisco abbia accettato dichiarazioni tra o e 5 milioni di reddito imponibile.[148]
- 9 luglio: consiglio dei ministri: a 48 ore dal dibattito parlamentare sul programma di governo il governo si divide fin quasi alla frattura sul decreto della legge 382 che delega all'esecutivo una serie di trasferimenti di poteri alle regioni e agli enti locali. In una seduta fiume che si protrae per oltre 14 ore, e che esamina solo 80 articoli su 138, i ministri si scontrano per la tendenza del potere centrale a non voler cedere importanti competenze come l'agricoltura, la pianificazione del territorio, sanità, igiene del lavoro, artigianato e turismo. I margini di manovra sono comunque ristretti poiché il decentramento dei poteri fa parte dell'accordo programmatico a sei che, ora, comunisti e socialisti potrebbero rimettere in discussione.[149]
- 10 luglio: al termine dell'inchiesta sulla bancarotta di Michele Sindona il pubblico ministero di Milano Guido Viola chiede il rinvio a giudizio per l'ex governatore della Banca d'Italia Guido Carli (omissione d'atti d'ufficio per aver tenuto nascosto il fallimento della Banca Privata Italiana) e l'ex amministratore delegato del Banco di Roma Ferdinando Ventriglia (aggiotaggio). Chiamati a rispondere di reati connessi Pietro Macchiarella e Luigi Mennini dello IOR e Mario Barone, amministratore delegato in carica del Banco. Secondo la richiesta a seguito del decreto di liquidazione coatta della banca gli indagati si sono affrontati come pescecani sui brandelli dell'istituto.[150]
- 11 luglio: alla camera il dibattito sul programma di governo si apre in un clima di forte tensione a causa della decisione del governo di rivedere il decreto delegato per il decentramento di numerose competenze alle regioni. Il nuovo testo, pronto da due giorni, non è stato ancora reso noto ma si sa, per bocca di Andreotti, che le modifiche sono sostanziali. Socialisti e comunisti mettono le mani avanti e dichiarano che sul decentramento stato-regioni si giudicherà la serietà politica del governo e dell'accordo raggiunto.
Le Brigate Rosse rivendicano due attentati a Genova, dove viene colpito il vice-segretario regionale della DC, e a Roma, dove viene ferito un militante di Comunione e liberazione.[151]
- 15 luglio: la camera ratifica coi soli voti contrari del MSI, dei radicali e di DP l'accordo tra i partiti democratici per il programma di governo ma la situazione rimane incerta. La DC ha più volte tenuto a precisare che l'intesa è limitata nel tempo (tra i sei e i dodici mesi) è una necessità dettata dalla crisi economica e non modifica il quadro politico. Tra i partiti i più convinti si dicono i comunisti, mentre riserve e distinguo sono espressi da socialisti, socialdemocratici e repubblicani, che hanno condizionato l'effettiva applicazione dell'accordo alla piena attuazione della delega sui poteri regionali.[152]
- 17 luglio: i responsabili degli enti locali della DC (Nicola Signorello) del PSI (Aldo Aniasi) e del PCI (Armando Cossutta) si incontrano con Andreotti per esaminare i contrasti che dividono Dc e sinistre sul trasferimento dei poteri alle regioni.[153]
- 19 luglio: su invito del PRI si svolge a Montecitorio, negli uffici del gruppo repubblicano, una riunione tra i partiti costituzionali per analizzare l'ipotesi di una proposta di legge di riforma delle elezioni amministrative, da concentrare in un solo turno annuale (dal 15 aprile al 15 giugno) su decisione del governo in luogo del prefetto.[154]
- 20 luglio: con l'astensione del PCI e il voto contrario del PSI la commissione affari regionali della camera vota il parere sui decreti delegati del governo per il trasferimento dei poteri alle regioni. Nonostante i richiami agli accordi per la formazione del governo e le astensioni prevale la linea democristiana che salva - secondo i socialisti - numerosi enti resi inutili dalla riforma, come le IPAB. gli Eagat, gli Enapi, ecc. 
Alla camera sono convertiti in legge i decreti del governo su mediocredito (500 miliardi per il finanziamento delle esportazioni e il riequilibrio della bilancia dei pagamenti), e l'innalzamento dell'IVA sul latte importato dall'estero (misura protezionistica a favore dei produttori italiani).[155]
- 20-21 luglio: comitato centrale PCI: l'assise approva l'operato della segreteria sulle deleghe al governo per i poteri regionali, che porteranno ad un nuovo clima di partecipazione dei cittadini alla gestione della cosa pubblica. I comunisti insistono sulla necessità di un governo di solidarietà nazionale, formato da tutti i partiti costituzionali, come unica via per superare i gravi problemi del Paese.[156]

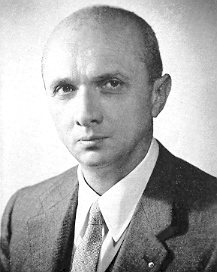
Agostino Bignardi

- 24 luglio: parlando in Abruzzo Moro rassicura la base e l'elettorato della DC su posizioni moderate che i recenti accordi di governo non hanno mutato il quadro politico. L'intesa a sei, che comprende i comunisti, è dettata da una duplice necessità: la collaborazione in un momento difficile è la più dibattuta, ma c'è anche l'impossibilità di ricostituire vecchie formule per le posizioni dei singoli partiti.
Consiglio nazionale PLI: Giovanni Malagodi e Agostino Bignardi contestano la segreteria per la decisione di firmare i recenti accordi di governo ma il tentativo di scalzare Valerio Zanone, e far tornare il PLI al puro conservatorismo non va in porto per 89 voti contro 64. Bignardi e Malagodi si dimettono dalle cariche di presidente e presidente onorario.[157]
- 28 luglio: a causa di un incidente che blocca Zaccagnini in ospedale il previsto consiglio nazionale della DC viene rinviato a data da destinarsi. La decisione provoca una dura reazione di comunisti e repubblicani, secondo i quali l'assise poteva comunque svolgersi senza affrontare i nodi politici più delicati per dedicarsi alla questione del rinvio delle elezioni amministrative di novembre, chiesto dalla DC e dal PRI per non sovrapporre lo sviluppo degli accordi di governo con una lunga campagna elettorale.
Con 386 si, 50 no e 10 astenuti la camera approva la legge di riforma dei servizi segreti che, in difformità dal disegno di legge presentato dal governo, istituisce due organizzazioni indipendenti: il ramo militare con funzioni di controspionaggio e il ramo civile per la raccolta di informazioni, dipendenti dai ministri della difesa e degli interni. Il controllo è affidato a un coordinamento posto alle dipendenze del presidente del consiglio.[158]
- 29 luglio: consiglio dei ministri: viene approvato il bilancio consuntivo dello stato per il 1976, che registra un deficit di 10.004 miliardi. Le entrate dello stato ammontano a 38.537 miliardi, il 42% dei quali provenienti dalle imposte dirette.[159]

#### Agosto
- 4 agosto: consiglio dei ministri: viene varata l'agenda del programma concordato coi partiti dell'astensione: tra il 26 agosto e il 21 ottobre saranno esaminati, tra gli altri, la disciplina della tassazione degli utili societari, le disposizioni in materia di edilizia sovvenzionata, la depenalizzazione dei reati minori, la relazione previsionale del bilancio e del tesoro, la revisione delle aliquote IRPEF, la legge elettorale europea e la riduzione della leva di marina.[160]
- 6 agosto: la DC rende noto il testo della relazione che Zaccagnini avrebbe dovuto leggere al consiglio nazionale. Il documento è palesemente influenzato dalle tensioni interne democristiane per gli accordi di governo, contestate da Donat Cattin, Fanfani, Agnelli e De Carolis. Il segretario ridimensiona il significato politico degli accordi e ribadisce che la DC lavora a superare lo stato di emergenza per tornare a definire con chiarezza maggioranza e opposizione. I sostenitori degli accordi (tra i quali De Mita e Forlani) schierarsi contro la collaborazione a sei comporta un vuoto strategico che la DC non si può permettere.[161]
- 15-17 agosto: l'ex colonnello delle SS Herbert Kappler fugge dall'ospedale militare del Celio, dove si trova ricoverato da oltre un anno a causa di un tumore. La prima ricostruzione, chiuso in una valigia dalla moglie, fa subito acqua da tutte le parti e il governo viene subito messo sotto accusa per la gestione del detenuto nel nosocomio militare. I repubblicani chiedono le dimissioni del ministro della difesa Vito Lattanzio. La magistratura militare arresta i due carabinieri di sorveglianza nella notte della fuga con l'accusa di violata consegna. Rinviato un viaggio di Andreotti in Germania.[162]
- 19 agosto: il ministro delle finanze annuncia che a settembre il governo apporterà una serie di modifiche alle aliquote delle imposte dirette. Non viene precisato se si intende ovviare al maggior peso fiscale sui redditi minori[163]
- 26 agosto: il ministro della difesa risponde alle interrogazioni sul caso Kappler e davanti alle commissioni difesa di camera e senato sostiene di non dover fare alcuna autocritica. La sua posizione su manchevolezze, indecisioni e incertezze dei carabinieri trova una forte opposizione da parte di socialisti e repubblicani. Di li a poco, tuttavia, le istruzioni date dal ministero della difesa per una blanda sorveglianza del prigioniero, giunte non si sa come ai giornali, smentisce le parole del ministro.
A Roma viene arrestato il segretario di Giuseppe Zamberletti, sottosegretario agli interni con delega alla Protezione civile: l'accusa è di concussione e interesse privato in atti di ufficio sulla fornitura urgente di pre-fabbricati per le popolazioni del Friuli colpite dal terremoto.[164]
- 28 agosto: prima della riunione del consiglio dei ministri il governo esprime la propria solidarietà al ministro Lattanzio e chiede al governo tedesco-federale una precisa presa di posizione sul caso Kappler: in particolare si chiede che l'ex SS venga trasferito in un carcere o domicilio coatto per non essere circondato da affetto e soprattutto ammirazione.
Consiglio dei ministri: per favorire le banche e ridurre il costo del credito viene abbassato il tasso di sconto dal 13 all'11,50%. Adottate varie misure per favorire il mercato azionario, ed in particolare i piccoli investitori.[165]

#### Settembre
- 1-2 settembre: il sottosegretario agli interni con delega alla protezione civile, Giuseppe Zamberletti, presenta le dimissioni a causa degli episodi di corruzione accertati dalla magistratura nell'azione di ricostruzione nel Belice. L'esponente democristiano le motiva come una manifestazione di sensibilità per l'accaduto e con la necessità di mettere al riparo la ricostruzione da polemiche strumentali, Di li a poche ore viene arrestato il figlio di uno dei sindaci già detenuti per lo scandalo: dal sequestro di alcuni incartamenti emerge che sono state pagate cospicue tangenti per l'importazione dal Canada di baracche definite inutilizzabili dai vigili del fuoco e respinte dai sindaci dei paesi distrutti, che chiedono il ritorno delle popolazioni negli alberghi requisiti.[166]
- 3 settembre: pressata da comunisti, socialisti e repubblicani, che hanno concordato con gli altri partiti dell'astensione un'amnistia per i reati minori, la DC smentisce che tale provvedimento venga esteso ai reati politici. Lo smentisce in modo secco Flaminio Piccoli, doroteo ed avversario della segreteria Zaccagnini, e l'ex sottosegretario alla giustizia, Erminio Pennacchini, che ha previsto l'estensione in uno studio per il governo, dichiara che non esistono progetti ufficiali o ufficiosi.
- 8 settembre: il governo accetta le dimissioni di Zamberletti.
L'ex comandante della stazione dei carabinieri del Celio e un carabiniere semplice in servizio nella stessa sono arrestati dalla procura militare nell'ambito delle indagini sulla figura dell'ex colonnello Kappler. L'ufficiale è accusato di aver sguarnito la guardia all'esterno del reparto dove l'ex SS era ricoverato, l'altro milite di violata consegna per aver abbandonato il posto. Comunisti e socialisti chiedono ad Andreotti che riferisca non solo sulla vicenda ma anche delle indagini sulle complicità italiane.[167]
- 13 settembre: alla camera Andreotti e Lattanzio riferiscono sulla fuga del colonnello Kappler. Il governo riferisce nei particolari le modalità e i tempi della fuga ma ad Andreotti viene immediatamente contestato di voler eludere le responsabilità politiche dell'evento. PCI, PSI e PDUP chiedono formalmente le dimissioni del ministro quale massimo responsabile politico della fuga, la DC e il governo si schierano a suo favore aprendo un difficile confronto in aula a causa di un ministro di fatto sfiduciato.[168]
- 15 settembre: la DC avvia un giro di consultazioni coi partiti dell'astensione nell'intento di evitare le dimissioni di Lattanzio ma ottiene il risultato di convincere anche repubblicani e liberali a schierarsi contro il ministro. Ugo La Malfa dichiara che è pronto a presentare una vera e propria mozione di sfiducia.
- 19 settembre: non essendoci altra via d'uscita, per non compromettere l'esecutivo, Andreotti effettua un mini-rimpasto del governo: Vito Lattanzio lascia il ministero della difesa e va a sostituire Attilio Ruffini ai trasporti. Ruffini, a sua volta, passa alla difesa. Il PCI non gradisce del tutto questa soluzione, che viene accettata per il superiore interesse degli accordi sul programma.[169]
- 20 settembre: consiglio dei ministri: sono varati alcuni disegni di legge per la depenalizzazione dei reati minori e la tutela dell'ordine pubblico e sono inasprite le pene per gli attentati a impianti di pubblica utilità, per effetto dei quali è introdotto l'istituto dell'arresto provvisorio da parte delle forze dell'ordine. Potranno essere prorogati senza limiti di tempo i decreti di intercettazione telefonica che, in caso di urgenza, possono essere espressi oralmente. Decisione analoga per le perquisizioni domiciliari, a condizione che via sia il ragionevole sospetto che si tratti di covi dell'eversione. Il ministro della giustizia rassicura che il governo non ha introdotto il fermo di polizia.[170]
- 29 settembre: il segretario della DC, Zaccagnini, riunisce tutti i capi corrente del partito per trovare una soluzione al problema delle elezioni amministrative di novembre. Gli oppositori della segreteria (spalleggiati dai socialdemocratici) si oppongono al rinvio in primavera di un piccolo turno (quattro milioni di elettori) allo scopo di inasprire i rapporti col PCI. La disponibilità di quest'ultimo ad accettarlo, per non compromettere l'accordo di governo, spinge Fanfani, Piccoli e Donat Cattin a deporre le armi.
Rispondendo ad alcune interrogazioni il ministro dell'industria, Donat Cattiin, invita tutti i partiti a dare concretezza al piano energetico nazionale che, nelle intenzioni, dovrebbe diminuire fin quasi all'indipendenza le pressioni sulla nostra economia dei produttori di petrolio. A tale scopo auspica che entro la fine dell'anno si decida l'ubicazione delle sei centrali elettronucleari previste.
 Da un controllo della Securities and Exchange Commission statunitense viene rilevato che la Exxon, azionista unica della Esso italiana, non ha denunciato al fisco americano l'esportazione dell'equivalente di 50 miliardi di lire, versati a funzionari e partiti politici italiani sotto forma di contributi.[171]

Walter Rossi

- 30-settembre-3 ottobre: a seguito del ferimento di una ragazza, avvenuto la sera prima, un centinaio di aderenti a Lotta Continua inscena una manifestazione nella zona della Balduina, a Roma, giungendo a poche decine di metri dalla locale sezione del MSI. I neofascisti, usciti per difendere la sede, bersagliano gli avversari con una fitta sassaiola che li respinge fino a piazza Igea, dove due colpi di pistola uccidono Walter Rossi e feriscono un benzinaio. Bufera di polemiche sul comportamento della polizia, che è rimasta inattiva davanti agli incidenti in corso e ha consentito ai missini di ripararsi dietro un blindato della Celere. Roma viene messa a ferro e fuoco da manifestazioni della sinistra, che assaltano tre sezioni missine. La questura ordinala chiusura di 5 sezioni del MSI mentre 19 iscritti al partito sono fermati.[172]

#### Ottobre
- 1 ottobre: consiglio dei ministri: viene approvato il bilancio di previsione dello stato per il 1978 e la relazione previsionale e programmatica per le impostazioni della politica economica. I vincoli della spesa pubblica sono quelli fissati dal Fondo monetario internazionale. Si prevedono entrate per 47.832 miliardi, 42.725 dei quali dalle imposizioni tributarie. Le spese sono previste in 60.406 miliardi con un disavanzo di 12.000 miliardi. Il governo annuncerà al più presto provvedimenti per il contenimento della spesa e promette che entro la fine del 1978 il tasso di inflazione scenderà sotto il 10%.[173]
- 3 ottobre: col solo voto contrario di socialdemocratici, radicali e demoproletari le elezioni amministrative di novembre sono rinviate in primavera.[174]
- 5 ottobre: con l'astensione di socialisti e liberali, oltre che di PDUP, radicali e demoproletari, la camera approva la mozione che autorizza il governo a porre le basi per il ricorso all'energia nucleare in quattro basi già individuate e in altri quattro siti da individuare. Respinte tutte le eccezioni di moratoria del programma.[175]
- 6 ottobre: rispondendo alle interrogazioni sull'omicidio di Walter Rossi il ministro Cossiga premette che quest'ennesimo episodio di violenza politica porta alla ribalta il problema della repressione del neofascismo e della posizione politico-morale e giuridica del MSI, il fascismo vecchio e nero, che però non deve far dimenticare quello non meno pericoloso che definisce nuovo e rosso. Il governo non avrà tolleranza verso nessuna delle parti, e verso i partiti che dovessero loro offrire appoggi. Nelle stesse ore la procura di Roma fa riaprire due delle quattro sezioni del MSI chiuse dalla questura per mancanza delle condizioni di legge al provvedimento.
L'assessore all'edilizia del comune di Roma, Raniero Benedetto, viene arrestato nell'ambito di una inchiesta sull'assegnazione degli alloggi popolari costruiti dall'ISVEUR. L'accusa è falso ideologico, truffa aggravata e interesse personale in atti di ufficio. L'assessore segue in prigione 27 persone tra funzionari dell'ente e del comune e alcuni assegnatari degli alloggi, ottenuti per corruzione. L'inchiesta è partita dalla denuncia di numerose persone scavalcate nella graduatoria nonostante la dichiarazione di emergenza abitativa.[176]
- 7 ottobre: criticato da sindacati e partiti il governo è costretto a ritirare il progetto del ministro Tina Anselmi che vieta il cumulo tra pensione e stipendio. Andreotti se la prende con la DC, che ha appoggiato il ritiro del provvedimento, accusando il suo partito di eccessiva retorica e di non aver proposto alternative alla necessità urgente di risparmiare oltre 1500 miliardi di lire, che dovranno in caso contrario essere imposti in nuove tasse. Gli fanno eco Piccoli e Bisaglia che, all'assemblea nazionale dei dorotei a Montecatini, attaccano la linea politica della segreteria tendente a soffocare il dibattito interno. Secondo i dorotei la DC non ha nulla da temere dalle elezioni anticipate.[177]

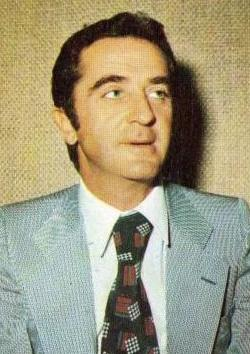
Gaetano Anzalone

- 15 ottobre: il costruttore romano Gaetano Anzalone, presidente della Roma e consigliere comunale DC, viene arrestato nell'ambito dell'inchiesta sulle case ISVEUR. Secondo l'accusa il comune di Roma avrebbe acquistato 228 appartamenti di Anzalone, da assegnare poi secondo graduatorie di comodo, col prezzo aumentato di un miliardo di lire suddiviso tra i politici che gestirono l'operazione.[178]
- 16 ottobre: parlando al convegno nazionale delle scuole materne il cardinale Giovanni Benelli, arcivescovo di Firenze, lancia un duro attacco contro la legge 382 sul decentramento regionale che prevede, tra l'altro, il passaggio a regioni e comuni delle competenze sulla pubblica assistenza e la scuola. Secondo il porporato fiorentino uno Stato che vuol fare tutto da solo, e considera l’assistenza cosa esclusivamente propria e si ritiene quindi in dovere di soffocare ogni intervento di iniziativa privata, è uno Stato collettivo, totalitario e marxista. Al sottinteso attacco alla DC Zaccagnini risponde che i democristiani quali responsabili del governo nazionale, non possono esaurire il proprio compito nella difesa della sola libertà religiosa.[179]
- 21-24 ottobre: consiglio nazionale della DC: la relazione di Zaccagnini è improntata alla cautela. Per il segretario, definito improponibile il compromesso col PCI, e irripetibile il centro-sinistra, l'unica via da seguire è quella del confronto sul programma concordato. L'assise approva a grande maggioranza con le riserve di Fanfani, che parla apertamente di elezioni anticipate, e di Forlani, che si dichiara contrario ad atteggiamenti di chiusura verso i comunisti.
- 25-29 ottobre: comitato centrale PCI: il gruppo dirigente del partito si divide fra quanto vorrebbero accelerare i tempi del confronto con la DC e i fautori di una maggiore prudenza. Un positivo e autonomo confronto col PSI rimane la condizione essenziale per una reale politica di cambiamento. Nel documento finale si chiede il rilancio dell'intesa di luglio per ridimensionare il peso esercitato all'interno della DC dai sostenitori dei ceti privilegiati e di vecchie forme di potere.[180]
- 25 ottobre: l'assessore comunale Pietrini viene indagato a Roma nell'inchiesta sulle case ISVEUR assieme a un capo ripartizione e ad un impiegato che hanno fornito false informazioni per ottenere altrettanti alloggi.[181]
- 28 ottobre: consiglio dei ministri: nell'attesa che venga approvata la riforma dell'equo canone viene prorogato il blocco dei fitti per finita locazione fino al 31 gennaio 1978; approvato un disegno di legge per la riforma del comitato interministeriale prezzi, che trasforma il sistema di regolazione in un accordo di programma, un vero e proprio contratto tra lo stato e le imprese.[182]
- 31 ottobre: al termine della sua visita ufficiale a Roma, dove ha visto Andreotti, i ministri finanziari e il governatore della Banca d'Italia, il ministro del tesoro americano Michael Blumenthal dichiara alla stampa che gli imprenditori americani investiranno in Italia quando sarà possibile apprezzare i risultati della stabilizzazione intrapresa dal governo, in particolare su inflazione e spesa pubblica.[183]

#### Novembre
- 2 novembre: un commando delle Brigate Rosse ferisce il consigliere comunale democristiano Publio Fiori.[184]
- 2-5 novembre: congresso del partito radicale: il partito si divide tra la maggioranza di Gianfranco Spadaccia e Adelaide Aglietta e una consistente minoranza che fa capo a Giuseppe Caputo. Quest'ultimo contesta la sottovalutazione del pericolo di infiltrazioni neo-fasciste e finisce col separarsi dando vita al Movimento dei radicali di sinistra. La mozione della maggioranza, tuttavia, non ottiene i due terzi dei voti previsti dallo statuto e delegittima il gruppo dirigente, sul quale può continuare a decidere liberamente Marco Pannella.[185]
- 5 novembre: Andreotti consegna ai partiti dell'alleanza la terza bozza di revisione dei Patti Lateranensi, che viene immediatamente contestata da comunisti, socialisti e liberali per la mancanza di chiarezza sul superamento della legislazione dei culti ammessi e per le norme che impedirebbero l'applicazione della legge 382 in materia di scuola e assistenza. I partiti laici sostengono che non si è ancora raggiunto il pieno riconoscimento della Costituzione in materia di diritti civili e che si continua a prevedere un regime normativo e fiscale privilegiato per gli enti ecclesiastici.
Muore a Firenze Giorgio La Pira.[186]
- 7 novembre: Ugo La Malfa sostiene che l'azione del governo è completamente bloccata ed è arrivato il momento di inserire il PCI almeno nella maggioranza. La proposta di provocare le dimissioni di Andreotti trova appoggio solo nel PSDI. Socialisti e comunisti mettono subito le mani avanti contro una crisi al buio, che in luogo di un nuovo esecutivo può portare a elezioni anticipate.
Tre sedi di Autonomia Operaia, due a Roma e una a Torino, sono chiuse dalle locali questure su ordine della magistratura, che indaga sull'organizzazione per costituzione di banda armata.[187]
- 10 novembre: direzione nazionale PSI: nella propria relazione, per una volta accettata da tutte le correnti, Craxi sostiene che l'attuazione del programma a sei si sta trasformando in una parola d'ordine propagandistica, priva di reale significato. Occorre un diverso grado di responsabilità e solidarietà tra le forze politiche, che devono fare la propria parte con coraggio, e senza discriminanti.
La commissione parlamentare inquirente decide di aprire una istruttoria nei confronti di Giovanni Gioia per il ruolo avuto da ministro della marina mercantile nello scandalo detto dei traghetti d'oro. L'accusa è di truffa aggravata ai danni dello stato in complicità con gli amministratori delegati di Finmare e Adriatica di navigazione per un finanziamento della Banca nazionale del lavoro destinato all'acquisto di navi traghetto.[188]
- 15 novembre: a Roma scoppiano gravi disordini a causa di due cortei di Autonomia Operaia. Dopo un fronteggiamento di qualche ora in centro sono fermate centocinquanta persone, 19 delle quali arrestate. Sottoposte a sequestro Radio Onda Rossa e Radio città futura, le cui redazioni sono sgomberate in serata per motivi di ordine pubblico.
A Lecce due studenti di sinistra sono feriti nel corso di incidenti causati da una manifestazione illecita del MSI, protesta contro un comizio vietato di Domenico Leccisi, contestata da studenti del Movimento Lavoratori per il Socialismo.[189]
- 16 novembre: riferendo al senato sui disordini del giorno prima il ministro degli interni ribadisce che il governo non ha intenzione di chiedere al parlamento leggi eccezionali. Per Cossiga è tuttavia urgente approvare il pacchetto di provvedimenti concordato dai sei partiti dell'astensione.[190]
- 17 novembre: il vice direttore de La Stampa, Carlo Casalegno, viene gravemente ferito da un commando delle Brigate Rosse.
Direzione nazionale PRI: viene approvata la proposta di Ugo La Malfa per un distacco del partito dalla maggioranza e il sostegno a un nuovo quadro politico. Sui modi e tempi dell'iniziativa deciderà il consiglio nazionale convocato per il 2 dicembre. Oddo Biasini dichiara a margine della riunione che il PRI non intende provocare la crisi di governo ma riprendere la propria autonomia.[191]
- 18 novembre: parlando ai democristiani di Benevento Aldo Moro sostiene che l'accordo a sei non è una tregua politica, e tanto meno un mezzo per logorare le altre forze politiche. Il governo delle astensioni ha unito come mai era accaduto prima i partiti, che si sono dimostrati capaci di superare i distinguo per affrontare le emergenze, e sottolinea il ruolo del PCI, del quale non si deve dimenticare che rappresenta una vasta parte del paese. Il discorso viene giudicato positivamente dai partiti. Per il PCI il presidente della DC ha messo in chiaro che indietro non si torna, anche se non ha parlato dei tempi lunghi della DC.[192]
- 21 novembre: Claudio Signorile attacca a nome del PSI il bilancio di previsione dello stato per il 1978, sottolineando che ad oltre un mese dalla sua approvazione il governo non ha ancora enunciato prospettive per il ridimensionamento del deficit e i tagli alla spesa pubblica. Per Signorile l'indeterminatezza del quadro economico non può che ripercuotersi su quello politico.
- 29 novembre: a tredici giorni dall'attentato delle BR muore Carlo Casalegno.

#### Dicembre
- 1 dicembre: col voto definitivo del senato viene approvata la legge che introduce la parità di trattamento sul lavoro per uomini e donne. La normativa vieta qualsiasi discriminazione per l'accesso al lavoro e il ramo di attività, e stabilisce che gli annunci di lavoro devono essere rivolti ad ambo i sessi. Sono introdotti i permessi di paternità.[193]
- 2 dicembre: manifestazione nazionale dei metalmeccanici a Roma[194] organizzata dalla FLM e partecipata dal Movimento del '77.[195] Il corteo transita sotto la sede del PCI in via delle Botteghe Oscure, in polemica con la strategia del compromesso storico;[196] l'episodio è immortalato in una controversa vignetta di Giorgio Forattini nella quale è ritratto un Berlinguer seduto sulla sua poltrona in pantofole e vestaglia mentre sorseggia il tè, infastidito dagli echi della manifestazione che giungevano da fuori.[197]
- 4 dicembre: consiglio nazionale del PRI: i repubblicani annunciano il voto contrario al bilancio di previsione e il passaggio all'opposizione. Ugo La Malfa propone un incontro a PSI, PSDI e PLI per una intesa laica sul governo ma l'ipotesi appare destinata a restare tale per il no dei liberali e le riserve dei socialisti, che non ritengono tale accordo in grado di smuovere l'immobilismo della DC.[198]
- 12 dicembre: a Roma la questura vieta un corteo per l'anniversario della strage di piazza Fontana. Gli autonomi cercano di aggirarlo organizzando mini cortei da far confluire verso un concentramento comune, tutti caricati dalla polizia con lanci di lacrimogeni. Vengono esplosi colpi di pistola da ambo le parti. Gli autonomi lanciano bottiglie molotov contro auto e negozi, e contro tre sedi della DC e due del MSI. Cinque ragazzi estranei agli scontri rimangono ustionati in un bar. Sette arresti e 328 fermati.
Mentre il governo tarda a presentare l'agenda della politica economica socialisti e liberali fanno propri i dubbi espressi dai repubblicani sulla pretesa della DC di non voler abbandonare il ruolo di prevalenza tra i partiti che le elezioni hanno di fatto venir meno. Una nota anonima de l'Unità afferma che i tempi della DC non sono quelli del paese.[199]
- 13 dicembre: il presidente del Senato, Amintore Fanfani, riceve nel suo studio di palazzo Madama Aldo Moro. Il colloquio dura oltre un'ora. Nell'assoluto riserbo che circonda l'incontro di Moro col suo principale oppositore interno (la cui notizia si diffonde oltre un'ora dopo il termine) si ipotizza la preparazione di una svolta di ampia portata nella politica nella DC.
Parlando a Tribuna politica, presente Zaccagnini, Berlinguer dichiara che il governo sta dando prova di divisioni e inefficienza, al punto da non poter escludere l'apertura di una crisi di governo.[200]
- 19-20 dicembre: il capogruppo dei deputati DC Flaminio Piccoli, leader dell'opposizione interna alla segreteria Zaccagnini, lancia l'idea di un patto triennale tra tutti i partiti democratici per un accordo che porti alla conclusione naturale della legislatura nel 1981. Comunisti e socialisti non respingono pregiudizialmente la proposta ma sostengono che la DC deve presentare delle proposte concrete. A raffreddare gli entusiasmi ci pensa Attilio Ruffini, doroteo come Piccoli, secondo il quale la ricerca di convergenze durature deve avvenire senza mutamenti del quadro politico.[201]
- 28 dicembre: consiglio dei ministri: viene approvato un decreto legge che autorizza le banche a concedere prestiti per non oltre 400 miliardi alle aziende del petrolchimico, del siderurgico e del tessile in crisi finanziaria e che vantano crediti nei confronti della pubblica amministrazione. Il decreto assicura gli stipendi a 50 mila lavoratori e delega al CIPI la formazione dell'elenco delle imprese che godranno dello stanziamento.
PCI, PSI e PRI, preso atto del ritardo con cui il governo sta attuando gli accordi sulla politica economica. Si schierano a favore di una crisi di governo guidata, che abbia come punto di riferimento gli accordi di luglio. Si chiedono le dimissioni volontarie e concordate del governo per la formazione di un nuovo esecutivo che comprenda tutti i partiti dell'arco costituzionale, con la sola alternativa delle elezioni anticipate.
A Roma viene ucciso Angelo Pistolesi, ex autista di Sandro Saccucci durante il raid di Sezze. Sono feriti tre giovani aderenti a Autonomia Operaia. Una bomba carta esplode contro la casa di Alberto Moravia.[202]
- 30 dicembre: nella conferenza stampa di fine anno Andreotti sostiene che per un licenziamento occorre una giusta causa, e aggiunge di non conoscere quella che dovrebbe portare alle dimissioni del governo. La crisi non è inevitabile e non può comunque essere proclamata al di fuori del parlamento. La DC si è del resto già espressa: un nuovo governo che comprenda il PCI deve passare da nuove elezioni. Socialisti, comunisti e repubblicani (ed in parte i socialdemocratici) ritengono che Andreotti abbia eluso i veri problemi politici e ritengono le sue dichiarazioni un passo avanti verso la crisi.

### 1978

#### Gennaio
- 2-4 gennaio: mentre Zaccagnini dichiara in una intervista che oltre l'accordo a sei non si può andare, perché questi sono gli equilibri politici italiani, i partiti già guardano al dopo Andreotti e si ipotizza un esecutivo centrista DC-PSDI-PRI cui dicono no i socialisti e gli stessi repubblicani. I sei partiti si incontrano per un vertice sui problemi economici ma l'unico risultato è la richiesta di PCI, PSI, PSDI e PRI di un nuovo governo. La DC, pressata da più parti, rinvia una risposta alla direzione nazionale convocata per l'11 gennaio.[203]

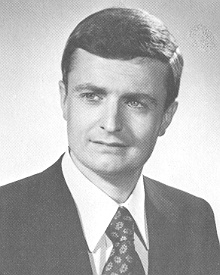
Massimo De Carolis

- 7 gennaio: a Roma due studenti del MSI sono uccisi da un commando terrorista.
In vista della riunione della direzione nazionale la destra democristiana inizia a far sentire la propria opposizione a qualsiasi formula di governo che preveda la collaborazione a pieno titolo col PCI. Numerosi parlamentari, tuttavia, smentiscono l'adesione ad una lettera promossa da Massimo De Carolis, Umberto Agnelli e Umberto Rossi di Montelera contro Zaccagnini e Moro.[204]
- 11 gennaio: alla camera passa una mozione dei radicali che impegna il governo a presentarsi in aula il 15 gennaio per riferire sulla situazione dell'esecutivo.
La direzione nazionale DC si conclude con un nulla di fatto per le sorti del governo. Dalla relazione di Zaccagnini appare chiaro che la salvaguardia dell'unità della DC sta prendendo il sopravvento su quella del governo.[205]
- 12 gennaio: il Dipartimento di Stato degli Stati Uniti d'America dichiara che l'atteggiamento dell'amministrazione statunitense nei confronti dei partiti comunisti dell'Europa occidentale, incluso quello italiano, non era mutato, affermando la propria contrarietà alla partecipazione dei comunisti nei rispettivi governi.[206][207][208]
- 16 gennaio: dopo un lungo giro di consultazioni coi gruppi parlamentari DC e le delegazioni dei partiti, udito il parere del consiglio dei ministri, Andreotti sale al Quirinale e rassegna le dimissioni.